# Lignes de bus RATP de 200 à 299
Les lignes de bus 200 à 299 constituent une série de lignes que la Régie autonome des transports parisiens (RATP) exploite en banlieue. Cependant quelques lignes pénètrent un peu dans Paris à l'intérieur des limites constituées par les boulevards des Maréchaux :  216 et 239.

## Lignes 200 à 299
En 2024, les lignes 209, 215, 239, 274 et 276 ne sont pas équipées du système d'information en ligne destiné à la régulation et à l'information des voyageurs. Les lignes 217 et 260 en sont équipées seulement sur certains arrêts.

### Lignes 200 à 209
| Ligne | Caractéristiques | Caractéristiques | Caractéristiques | Caractéristiques | Caractéristiques | Caractéristiques | Caractéristiques | Caractéristiques | Caractéristiques |
| 201   | Porte Dorée ⥋ Champigny - Diderot - La Plage | Porte Dorée ⥋ Champigny - Diderot - La Plage | Porte Dorée ⥋ Champigny - Diderot - La Plage | Porte Dorée ⥋ Champigny - Diderot - La Plage | Porte Dorée ⥋ Champigny - Diderot - La Plage | Porte Dorée ⥋ Champigny - Diderot - La Plage | Porte Dorée ⥋ Champigny - Diderot - La Plage | Porte Dorée ⥋ Champigny - Diderot - La Plage | Porte Dorée ⥋ Champigny - Diderot - La Plage |
| ----- | --- | --- | --- | --- | --- | --- | --- | --- | --- |
| 201   | Ouverture / Fermeture 13 mars 1995 / — | Longueur 9,55 km | Durée 37 min | Nb. d’arrêts 22 | Matériel Urbanway 12 GNV | Jours de fonctionnement L, Ma, Me, J, V, S, D | Jour / Soir / Nuit / Fêtes O / O / N / O | Voy. / an 1,51 millions (2 021) | Centre-bus Saint-Maur |
| 201   | Desserte : - Villes et lieux desservis : Paris (12e arrondissement) (Porte Dorée, Parc zoologique de Paris et stade Léo Lagrange), Joinville-le-Pont (Mairie, Carrefour de la Résistance, Place de Verdun, Île Fanac, Cimetière), Champigny-sur-Marne (Hôpital, Base nautique). - Gare et station desservies : Porte Dorée et Joinville-le-Pont. | | | | | | | | |
| 201   | Autre : - Zone traversée : 1 à 3. - Arrêts non accessibles aux UFR : Parc Zoologique, Alphand vers Porte Dorée, Stade Léo Lagrange, Plaine de la Faluère, Verdun-La Plage, Charles Floquet-Diderot vers Champigny. - Amplitudes horaires : La ligne fonctionne du lundi au vendredi de 5 h à 23 h et les samedis, dimanches et fêtes à partir de 6 h. - Date de dernière mise à jour : 26 mars 2025. | | | | | | | | |
| 201   | Dernière actualisation : — | | | | | | | | |
| 202   | Porte de Montreuil ⥋ Montreuil-Boissière-Acacia | Porte de Montreuil ⥋ Montreuil-Boissière-Acacia | Porte de Montreuil ⥋ Montreuil-Boissière-Acacia | Porte de Montreuil ⥋ Montreuil-Boissière-Acacia | Porte de Montreuil ⥋ Montreuil-Boissière-Acacia | Porte de Montreuil ⥋ Montreuil-Boissière-Acacia | Porte de Montreuil ⥋ Montreuil-Boissière-Acacia | Porte de Montreuil ⥋ Montreuil-Boissière-Acacia | Porte de Montreuil ⥋ Montreuil-Boissière-Acacia |
| 202   | Ouverture / Fermeture 14 juin 2024 / — | Longueur — | Durée 25-30 min | Nb. d’arrêts 19 | Matériel Bluebus 12 Facelift | Jours de fonctionnement L, Ma, Me, J, V, S, D | Jour / Soir / Nuit / Fêtes O / O / N / O | Voy. / an — | Centre-bus Les Lilas |
| 202   | Desserte : - Villes et lieux desservis : Paris (Porte de Montreuil), Montreuil. - Stations et gares desservies : Porte de Montreuil, Robespierre, Croix de Chavaux, Mairie de Montreuil, La Dhuys. | | | | | | | | |
| 202   | Autre : - Zones traversées : 1 à 3. - Arrêts non accessibles aux UFR : Tous. - Amplitudes horaires : La ligne fonctionne du lundi au samedi de 5 h 30 à 0 h 30 et les dimanches et fêtes à partir de 6 h 50. - Date de dernière mise à jour : 14 juin 2024. | | | | | | | | |
| 202   | Dernière actualisation : — | | | | | | | | |
| 203   | Neuilly-Plaisance RER ⥋ Neuilly-sur-Marne - Bougainville | Neuilly-Plaisance RER ⥋ Neuilly-sur-Marne - Bougainville | Neuilly-Plaisance RER ⥋ Neuilly-sur-Marne - Bougainville | Neuilly-Plaisance RER ⥋ Neuilly-sur-Marne - Bougainville | Neuilly-Plaisance RER ⥋ Neuilly-sur-Marne - Bougainville | Neuilly-Plaisance RER ⥋ Neuilly-sur-Marne - Bougainville | Neuilly-Plaisance RER ⥋ Neuilly-sur-Marne - Bougainville | Neuilly-Plaisance RER ⥋ Neuilly-sur-Marne - Bougainville | Neuilly-Plaisance RER ⥋ Neuilly-sur-Marne - Bougainville |
| 203   | Ouverture / Fermeture 13 mars 1995 / — | Longueur — | Durée 10-15 min | Nb. d’arrêts 13 | Matériel Citelis 12 Urbanway 12 Hybride | Jours de fonctionnement L, Ma, Me, J, V, S, D | Jour / Soir / Nuit / Fêtes O / O / N / O | Voy. / an 2 millions (2 022) | Centre-bus Bords de Marne |
| 203   | Desserte : - Villes et lieux desservis : Neuilly-Plaisance (Centre bus RATP des Bords de Marne), Neuilly-sur-Marne (Cimetière). - Gare desservie : Neuilly-Plaisance. | | | | | | | | |
| 203   | Autre : - Zone traversée : 4. - Arrêts non accessibles aux UFR : Place de la Résistance, Épi d'Or, Cimetière vers Neuilly RER, Léon Blum, Île-de-France vers Bougainville, Neuilly-sur-Marne - Bougainville. - Amplitudes horaires : La ligne fonctionne du lundi au samedi de 5 h 5 à 22 h 40 et les dimanches et fêtes à partir de 7 h. - Particularités : La ligne est jumelée avec la ligne 214. - Date de dernière mise à jour : 11 février 2024. | | | | | | | | |
| 203   | Dernière actualisation : — | | | | | | | | |
| 206   | Noisy-le-Grand-Mont d'Est RER ⥋ Le Plessis-Trévise - Place de Verdun | Noisy-le-Grand-Mont d'Est RER ⥋ Le Plessis-Trévise - Place de Verdun | Noisy-le-Grand-Mont d'Est RER ⥋ Le Plessis-Trévise - Place de Verdun | Noisy-le-Grand-Mont d'Est RER ⥋ Le Plessis-Trévise - Place de Verdun | Noisy-le-Grand-Mont d'Est RER ⥋ Le Plessis-Trévise - Place de Verdun | Noisy-le-Grand-Mont d'Est RER ⥋ Le Plessis-Trévise - Place de Verdun | Noisy-le-Grand-Mont d'Est RER ⥋ Le Plessis-Trévise - Place de Verdun | Noisy-le-Grand-Mont d'Est RER ⥋ Le Plessis-Trévise - Place de Verdun | Noisy-le-Grand-Mont d'Est RER ⥋ Le Plessis-Trévise - Place de Verdun |
| 206   | Ouverture / Fermeture 9 décembre 1977 / — | Longueur 7,15 km | Durée 30 min | Nb. d’arrêts 20 | Matériel Urbanway 18 GNV | Jours de fonctionnement L, Ma, Me, J, V, S, D | Jour / Soir / Nuit / Fêtes O / O / N / O | Voy. / an 4,95 millions (2 022) | Centre-bus Bussy |
| 206   | Desserte : - Villes et lieux desservis : Noisy-le-Grand (Centre commercial des Arcades, Mont d'Est, Cimetière), Villiers-sur-Marne (Les Hautes Noues, Église, Mairie), Champigny-sur-Marne, Le Plessis-Trévise (Mairie, Place de Verdun). - Gares desservies : Noisy-le-Grand-Mont d'Est, Villiers-sur-Marne - Le Plessis-Trévise. | | | | | | | | |
| 206   | Autre : - Zones traversées : 4. - Arrêts non accessibles aux UFR : Cimetière de Noisy-le-Grand, Friedberg (vers Noisy-le-Grand), Mairie de Villiers-sur-Marne (vers Place de Verdun), Maurice Berteaux - Tramway, Avenue Bertrand (vers Place de Verdun). - Amplitudes horaires : La ligne fonctionne du lundi au samedi de 4 h 35 à 1 h 10 du matin environ et les dimanches et fêtes à partir de 6 h 40. - Notes : Le 31 mai 2021, la ligne passe en articulés et abandonne son itinéraire entre Le Plessis-Trévise – Place Verdun et la gare de Pontault-Combault - Place de Beilstein, au profit de la nouvelle ligne 209. - Date de dernière mise à jour : 5 mai 2024. | | | | | | | | |
| 206   | Dernière actualisation : — | | | | | | | | |
| 207   | Noisy-le-Grand-Mont d'Est RER ⥋ Hôpital de La Queue-en-Brie | Noisy-le-Grand-Mont d'Est RER ⥋ Hôpital de La Queue-en-Brie | Noisy-le-Grand-Mont d'Est RER ⥋ Hôpital de La Queue-en-Brie | Noisy-le-Grand-Mont d'Est RER ⥋ Hôpital de La Queue-en-Brie | Noisy-le-Grand-Mont d'Est RER ⥋ Hôpital de La Queue-en-Brie | Noisy-le-Grand-Mont d'Est RER ⥋ Hôpital de La Queue-en-Brie | Noisy-le-Grand-Mont d'Est RER ⥋ Hôpital de La Queue-en-Brie | Noisy-le-Grand-Mont d'Est RER ⥋ Hôpital de La Queue-en-Brie | Noisy-le-Grand-Mont d'Est RER ⥋ Hôpital de La Queue-en-Brie |
| 207   | Ouverture / Fermeture 13 mars 1995 / — | Longueur 11,34 km | Durée 40 min | Nb. d’arrêts 30 | Matériel Urbanway 12 GNV | Jours de fonctionnement L, Ma, Me, J, V, S, D | Jour / Soir / Nuit / Fêtes O / O / N / O | Voy. / an 1,48 millions (2 021) | Centre-bus Bussy |
| 207   | Desserte : - Villes et lieux desservis : Noisy-le-Grand (Centre commercial des Arcades, Mont d'Est, Cimetière), Villiers-sur-Marne (Mairie, Église), Champigny-sur-Marne, Le Plessis-Trévise (Mairie), La Queue-en-Brie (Mairie, Hôpital). - Gares desservies : Noisy-le-Grand-Mont d'Est, Villiers-sur-Marne - Le Plessis-Trévise. | | | | | | | | |
| 207   | Autre : - Zone traversée : 4. - Arrêts non accessibles aux UFR : Cimetière de Noisy-le-Grand, Collège Les Prunais, Courts Sillons, Mairie de Villiers-sur-Marne (vers Hôpital de la Queue-en-Brie), Maurice Berteaux - Tramway (vers Noisy-le-Grand RER), Hôtel de Ville de La Queue-en-Brie (vers Noisy-le-Grand RER), Paul Valéry (vers Noisy-le-Grand RER), Hôpital de La Queue-en-Brie. - Amplitudes horaires : La ligne fonctionne du lundi au samedi de 5 h 5 à 1 h 15 du matin environ et les dimanches et fêtes à partir de 6 h 40. - Particularités : La ligne est exploitée en commun avec la ligne 206. - Date de dernière mise à jour : 26 juin 2023. | | | | | | | | |
| 207   | Dernière actualisation : — | | | | | | | | |
| 208a  | Champigny - Saint-Maur RER ⥋ Champigny - Place de la Résistance | Champigny - Saint-Maur RER ⥋ Champigny - Place de la Résistance | Champigny - Saint-Maur RER ⥋ Champigny - Place de la Résistance | Champigny - Saint-Maur RER ⥋ Champigny - Place de la Résistance | Champigny - Saint-Maur RER ⥋ Champigny - Place de la Résistance | Champigny - Saint-Maur RER ⥋ Champigny - Place de la Résistance | Champigny - Saint-Maur RER ⥋ Champigny - Place de la Résistance | Champigny - Saint-Maur RER ⥋ Champigny - Place de la Résistance | Champigny - Saint-Maur RER ⥋ Champigny - Place de la Résistance |
| 208a  | Ouverture / Fermeture 2 juillet 1962 / — | Longueur — | Durée 20-25 min | Nb. d’arrêts 17 | Matériel Citywide LFA GNV | Jours de fonctionnement L, Ma, Me, J, V, S, D | Jour / Soir / Nuit / Fêtes O / N / N / O | Voy. / an 3,20 millions (2 021) | Centre-bus Créteil |
| 208a  | Desserte : - Villes et lieux desservis : Saint-Maur-des-Fossés, Champigny-sur-Marne (Mairie, marché, Hôpital Paul-d'Égine, Parc du Plateau, Musée de la Résistance, Fort de Champigny, Église Notre-Dame du Sacré-Cœur, Place de la Résistance). - Gare desservie : Champigny . | | | | | | | | |
| 208a  | Autre : - Zones traversées : 3 et 4. - Arrêts non accessibles aux UFR : La Cascade, Musée de la Résistance vers Champigny RER, Fort de Champigny vers Champigny RER, Les Mordacs vers Champigny RER, Rond-Point du Château vers Place de la Résistance, Châteaudun vers Place de la Résistance, Champigny - Place de la Résistance arrêt terminus. - Amplitudes horaires : La ligne fonctionne du lundi au samedi de 5 h 25 à 20 h 30 environ et les dimanches et fêtes à partir de 6 h. - Particularités : - La ligne circulaire 208s reprend la quasi-totalité de l'itinéraire du lundi au samedi de 4 h 30 à 5 h 30 puis tous les soirs de 20 h 20 environ à 1 h 45 du matin. - En période scolaire, du lundi au vendredi, un unique service a pour terminus Jean-Baptiste Clément (au lieu de Champigny RER) permettant la desserte du lycée Langevin Wallon de Champigny-sur-Marne à 7 h 49. - Date de dernière mise à jour : 10 septembre 2022. | | | | | | | | |
| 208a  | Dernière actualisation : — | | | | | | | | |
| 208b  | Champigny - Saint-Maur RER ⥋ Champigny - Chennevières - Bois-l'Abbé (Terminus partiel en semaine et les dimanches et jours fériés) /Le Plessis-Trévise - Place de Verdun (du lundi au samedi uniquement) | Champigny - Saint-Maur RER ⥋ Champigny - Chennevières - Bois-l'Abbé (Terminus partiel en semaine et les dimanches et jours fériés) /Le Plessis-Trévise - Place de Verdun (du lundi au samedi uniquement) | Champigny - Saint-Maur RER ⥋ Champigny - Chennevières - Bois-l'Abbé (Terminus partiel en semaine et les dimanches et jours fériés) /Le Plessis-Trévise - Place de Verdun (du lundi au samedi uniquement) | Champigny - Saint-Maur RER ⥋ Champigny - Chennevières - Bois-l'Abbé (Terminus partiel en semaine et les dimanches et jours fériés) /Le Plessis-Trévise - Place de Verdun (du lundi au samedi uniquement) | Champigny - Saint-Maur RER ⥋ Champigny - Chennevières - Bois-l'Abbé (Terminus partiel en semaine et les dimanches et jours fériés) /Le Plessis-Trévise - Place de Verdun (du lundi au samedi uniquement) | Champigny - Saint-Maur RER ⥋ Champigny - Chennevières - Bois-l'Abbé (Terminus partiel en semaine et les dimanches et jours fériés) /Le Plessis-Trévise - Place de Verdun (du lundi au samedi uniquement) | Champigny - Saint-Maur RER ⥋ Champigny - Chennevières - Bois-l'Abbé (Terminus partiel en semaine et les dimanches et jours fériés) /Le Plessis-Trévise - Place de Verdun (du lundi au samedi uniquement) | Champigny - Saint-Maur RER ⥋ Champigny - Chennevières - Bois-l'Abbé (Terminus partiel en semaine et les dimanches et jours fériés) /Le Plessis-Trévise - Place de Verdun (du lundi au samedi uniquement) | Champigny - Saint-Maur RER ⥋ Champigny - Chennevières - Bois-l'Abbé (Terminus partiel en semaine et les dimanches et jours fériés) /Le Plessis-Trévise - Place de Verdun (du lundi au samedi uniquement) |
| 208b  | Ouverture / Fermeture 2 juillet 1962 / — | Longueur — | Durée 30-40 min | Nb. d’arrêts 28 | Matériel Citywide LFA GNV | Jours de fonctionnement L, Ma, Me, J, V, S, D | Jour / Soir / Nuit / Fêtes O / N / N / O | Voy. / an 3,20 millions (2 021) | Centre-bus Créteil |
| 208b  | Desserte : - Villes et lieux desservis : Saint-Maur-des-Fossés, Champigny-sur-Marne (Mairie, Marché, Parc du Plateau, Hôpital Paul-d'Égine, Musée de la Résistance, Fort de Champigny), Chennevières-sur-Marne (Collège Molière, Le Bois-l'Abbé, Lycée Champlain, Parc départemental de la Plaine des Bordes, Centre commercial de Pincevent), La Queue-en-Brie, Le Plessis-Trévise (Zone d'activités Ponroy, Parc Buffon, Place de Verdun). - Gare desservie : Champigny. | | | | | | | | |
| 208b  | Autre : - Zone traversée : 3 et 4. - Arrêts non accessibles aux UFR : La Cascade, Musée de la Résistance vers Champigny RER, Fort de Champigny vers Champigny RER, Collège Molière (desserte scolaire) vers Champigny RER, Rue des Fusillés de Chateaubriand vers Place de Verdun, Champlain - Pagnol vers Place de Verdun, Avenue Bertrand vers Place de Verdun, Le Plessis-Trévise - Place de Verdun arrêt terminus. - Amplitudes horaires : La ligne fonctionne du lundi au samedi de 5 h 25 à 20 h 30 environ et les dimanches et fêtes à partir de 5 h 50. - Particularités : - Du lundi au samedi, la ligne fonctionne avec de nombreux services partiels limités au tronçon Champigny-Saint-Maur RER ↔ Champigny - Chennevières - Bois l'Abbé tandis que les dimanches et fêtes, la ligne est exploitée uniquement sur ce tronçon partiel. - La ligne circulaire 208s reprend une partie de l'itinéraire (le tronçon partiel précédemment cité) du lundi au samedi de 4 h 30 à 5 h 30 puis tous les soirs de 20 h 20 à 1 h 45 du matin. - En période scolaire, du lundi au samedi, un unique service (au départ de Bois l'Abbé) a pour terminus Jean-Baptiste Clément (au lieu de Champigny RER) permettant la desserte du lycée Langevin Wallon de Champigny-sur-Marne à 7 h 39 (ou 7 h 43 le mercredi et le samedi). - En période scolaire, du lundi au vendredi, un unique service dessert le collège Molière de Chennevières-sur-Marne en direction de la gare de Champigny à 8 h 13. - Date de dernière mise à jour : 10 septembre 2022. | | | | | | | | |
| 208b  | Dernière actualisation : — | | | | | | | | |
| 208s  | (Circulaire) Champigny - Saint-Maur RER ⥋ via Champigny - Chennevières - Bois l'Abbé | (Circulaire) Champigny - Saint-Maur RER ⥋ via Champigny - Chennevières - Bois l'Abbé | (Circulaire) Champigny - Saint-Maur RER ⥋ via Champigny - Chennevières - Bois l'Abbé | (Circulaire) Champigny - Saint-Maur RER ⥋ via Champigny - Chennevières - Bois l'Abbé | (Circulaire) Champigny - Saint-Maur RER ⥋ via Champigny - Chennevières - Bois l'Abbé | (Circulaire) Champigny - Saint-Maur RER ⥋ via Champigny - Chennevières - Bois l'Abbé | (Circulaire) Champigny - Saint-Maur RER ⥋ via Champigny - Chennevières - Bois l'Abbé | (Circulaire) Champigny - Saint-Maur RER ⥋ via Champigny - Chennevières - Bois l'Abbé | (Circulaire) Champigny - Saint-Maur RER ⥋ via Champigny - Chennevières - Bois l'Abbé |
| 208s  | Ouverture / Fermeture 2 juillet 1962 / — | Longueur — | Durée 16-18 min | Nb. d’arrêts 25 | Matériel Citywide LFA GNV | Jours de fonctionnement L, Ma, Me, J, V, S, D | Jour / Soir / Nuit / Fêtes N / O / O / O | Voy. / an 3,20 millions (2 021) | Centre-bus Créteil |
| 208s  | Desserte : - Villes et lieux desservis : Saint-Maur-des-Fossés, Champigny-sur-Marne (Mairie, Marché, Parc du Plateau, Hôpital Paul-d'Égine, Musée de la Résistance, Fort de Champigny), Chennevières-sur-Marne (Collège Molière, Le Bois-l'Abbé, Église Notre-Dame du Sacré-Cœur). - Gare desservie : Champigny . | | | | | | | | |
| 208s  | Autre : - Zones traversées : 3 et 4. - Arrêts non accessibles aux UFR : La Cascade, Musée de la Résistance vers Champigny RER, Fort de Champigny vers Champigny RER, Les Mordacs vers Champigny RER, Rue des Fusillés de Chateaubriand vers Bois l'Abbé. - Amplitudes horaires : La ligne fonctionne du lundi au samedi de 4 h 30 à 5 h 30 puis tous les soirs de 20 h 20 environ à 1 h 45 du matin. - Particularités : La ligne assure le remplacement (en soirée et durant une partie de la nuit) des lignes 208a et 208b en reprenant une partie de leur itinéraire selon un parcours circulaire. - Date de dernière mise à jour : 10 septembre 2022. | | | | | | | | |
| 208s  | Dernière actualisation : — | | | | | | | | |
| 209   | Villiers-sur-Marne - Le Plessis-Trévise RER ⥋ Pontault-Combault - Place de Beilstein | Villiers-sur-Marne - Le Plessis-Trévise RER ⥋ Pontault-Combault - Place de Beilstein | Villiers-sur-Marne - Le Plessis-Trévise RER ⥋ Pontault-Combault - Place de Beilstein | Villiers-sur-Marne - Le Plessis-Trévise RER ⥋ Pontault-Combault - Place de Beilstein | Villiers-sur-Marne - Le Plessis-Trévise RER ⥋ Pontault-Combault - Place de Beilstein | Villiers-sur-Marne - Le Plessis-Trévise RER ⥋ Pontault-Combault - Place de Beilstein | Villiers-sur-Marne - Le Plessis-Trévise RER ⥋ Pontault-Combault - Place de Beilstein | Villiers-sur-Marne - Le Plessis-Trévise RER ⥋ Pontault-Combault - Place de Beilstein | Villiers-sur-Marne - Le Plessis-Trévise RER ⥋ Pontault-Combault - Place de Beilstein |
| 209   | Ouverture / Fermeture 31 mai 2021 / — | Longueur 8,70 km | Durée 30 min | Nb. d’arrêts 23 | Matériel Urbanway 12 GNV | Jours de fonctionnement L, Ma, Me, J, V, S, D | Jour / Soir / Nuit / Fêtes O / O / N / O | Voy. / an 0,41 millions (2 021) | Centre-bus Bussy-Saint-Martin |
| 209   | Desserte : - Villes et lieux desservis : Villiers-sur-Marne (Le Bois de Gaumont), Le Plessis-Trévise (Château des Tourelles) et Pontault-Combault (Hôtel de Ville, Centre commercial 2000, Salle des fêtes, Marché). - Gare desservie : Villiers-sur-Marne - Le Plessis-Trévise et Émerainville - Pontault-Combault (depuis l'arrêt Place de Beilstein). | | | | | | | | |
| 209   | Autre : - Zones traversées : 4 et 5. - Arrêts non accessibles aux UFR : Gros Chêne (vers Place de Beilstein), Maréchal Mortier, Pasteur, Château des Tourelles, Thérèse (vers Place de Beilstein), François Mansard (vers Place de Beilstein), Cimetière (vers Place de Beilstein), Salle des Fêtes - Jacques Brel (vers Place de Beilstein), Résidence des Tilleuels (vers Place de Beilstein), Masséna (vers Place de Beilstein). - Amplitudes horaires : La ligne fonctionne du lundi au samedi de 4 h 30 à 0 h 46 et dimanches et jours fériés de 6 h 41 à 0 h 46. - Notes : Le 31 mai 2021, la ligne est créée en reprenant l'itinéraire abandonné de la ligne 206 entre Le Plessis-Trévise - Place Verdun et la gare de Pontault-Combault - Place de Beilstein via la gare de Villiers-sur-Marne - Le Plessis-Trévise . - Date de dernière mise à jour : 3 avril 2023. | | | | | | | | |
| 209   | Dernière actualisation : — | | | | | | | | |

### Lignes 210 à 219
| Ligne | Caractéristiques | Caractéristiques                                                                         | Caractéristiques                                                                         | Caractéristiques                                                                         | Caractéristiques                                                                         | Caractéristiques                                                                         | Caractéristiques                                                                         | Caractéristiques                                                                         | Caractéristiques                                                                         |
| 210   | Château de Vincennes ⥋ Villiers-sur-Marne - Le Plessis-Trévise RER | Château de Vincennes ⥋ Villiers-sur-Marne - Le Plessis-Trévise RER                       | Château de Vincennes ⥋ Villiers-sur-Marne - Le Plessis-Trévise RER                       | Château de Vincennes ⥋ Villiers-sur-Marne - Le Plessis-Trévise RER                       | Château de Vincennes ⥋ Villiers-sur-Marne - Le Plessis-Trévise RER                       | Château de Vincennes ⥋ Villiers-sur-Marne - Le Plessis-Trévise RER                       | Château de Vincennes ⥋ Villiers-sur-Marne - Le Plessis-Trévise RER                       | Château de Vincennes ⥋ Villiers-sur-Marne - Le Plessis-Trévise RER                       | Château de Vincennes ⥋ Villiers-sur-Marne - Le Plessis-Trévise RER                       |
| ----- | --- | ---------------------------------------------------------------------------------------- | ---------------------------------------------------------------------------------------- | ---------------------------------------------------------------------------------------- | ---------------------------------------------------------------------------------------- | ---------------------------------------------------------------------------------------- | ---------------------------------------------------------------------------------------- | ---------------------------------------------------------------------------------------- | ---------------------------------------------------------------------------------------- |
| 210   | Ouverture / Fermeture 13 mars 1995 / — | Longueur —                                                                               | Durée 50 min                                                                             | Nb. d’arrêts 42                                                                          | Matériel Urbanway 12                                                                     | Jours de fonctionnement L, Ma, Me, J, V, S, D                                            | Jour / Soir / Nuit / Fêtes O / O / N / O                                                 | Voy. / an 1,27 millions (2 021)                                                          | Centre-bus Bords de Marne                                                                |
| 210   | Desserte : - Villes et lieux desservis : Vincennes (Château), Paris (12e arrondissement) (Fort Neuf, Bois de Vincennes), Fontenay-sous-Bois, Nogent-sur-Marne (Place du Général Leclerc, Parc départemental Watteau, Sous-préfecture), Le Perreux-sur-Marne (Mairie), Bry-sur-Marne (Mairie, Place Carnot, Cimetière, Hôpital Sainte-Camille, Parc des Sports des Maisons Rouges), Villiers-sur-Marne (Église, Mairie). - Stations et gares desservies : Château de Vincennes, Fontenay-sous-Bois (du lundi au samedi), Nogent-sur-Marne, Nogent - Le Perreux et Villiers-sur-Marne - Le Plessis-Trévise. |                                                                                          |                                                                                          |                                                                                          |                                                                                          |                                                                                          |                                                                                          |                                                                                          |                                                                                          |
| 210   | Autre : - Zones traversées : 3 et 4. - Arrêts non accessibles aux UFR : Trembay - Pépinière et Place du Général Leclerc vers Vincennes, Nogent-sur-Marne RER P.-Semard, Route de Bry A.-Briand et Mairie de Villiers-sur-Marne vers Villiers, Charmes - Pépinière, Porte Jaune, Nogent-Le Perreux RER, Foch, Résidence des Îles, Maréchal Joffre - Pont de Bry, Mairie de Bry-sur-Marne et Rue du Pressoir. - Amplitudes horaires : La ligne fonctionne du lundi au vendredi de 4 h 55 à 22 h 10, le samedi de 5 h 5 à 22 h 5 et les dimanches et fêtes de 6 h 10 à 21 h 55 environ. - Particularités : Le dimanche, la ligne est déviée par l'avenue de Nogent dans le bois de Vincennes et ne dessert pas les arrêts situés entre Tremblay - Pépinière et Porte Jaune. - Date de dernière mise à jour : 20 décembre 2024.                                                              |                                                                                          |                                                                                          |                                                                                          |                                                                                          |                                                                                          |                                                                                          |                                                                                          |                                                                                          |
| 210   | Dernière actualisation : — |                                                                                          |                                                                                          |                                                                                          |                                                                                          |                                                                                          |                                                                                          |                                                                                          |                                                                                          |
| 211   | (Circulaire) Torcy RER ⥋ via Lognes RER et Noisiel RER | (Circulaire) Torcy RER ⥋ via Lognes RER et Noisiel RER                                   | (Circulaire) Torcy RER ⥋ via Lognes RER et Noisiel RER                                   | (Circulaire) Torcy RER ⥋ via Lognes RER et Noisiel RER                                   | (Circulaire) Torcy RER ⥋ via Lognes RER et Noisiel RER                                   | (Circulaire) Torcy RER ⥋ via Lognes RER et Noisiel RER                                   | (Circulaire) Torcy RER ⥋ via Lognes RER et Noisiel RER                                   | (Circulaire) Torcy RER ⥋ via Lognes RER et Noisiel RER                                   | (Circulaire) Torcy RER ⥋ via Lognes RER et Noisiel RER                                   |
| 211   | Ouverture / Fermeture 10 septembre 1990 / — | Longueur —                                                                               | Durée 55 min                                                                             | Nb. d’arrêts 39                                                                          | Matériel Lion's City GNV                                                                 | Jours de fonctionnement L, Ma, Me, J, V, S, D                                            | Jour / Soir / Nuit / Fêtes O / O / N / O                                                 | Voy. / an 1 millions (2 021)                                                             | Centre-bus Bussy                                                                         |
| 211   | Desserte : - Villes et lieux desservis : Noisiel (Mairie, chocolaterie, collège Le Luzard, La Ferme du Buisson), Lognes (Lycée Émilie-Brontë, Médiathèque du Segrais, Collège du Segrais), Torcy (piscine de l'Arche-Guédon, lycée Jean-Moulin, sous-préfecture de Seine-et-Marne). - Gares desservies : Noisiel, Lognes, Torcy. |                                                                                          |                                                                                          |                                                                                          |                                                                                          |                                                                                          |                                                                                          |                                                                                          |                                                                                          |
| 211   | Autre : - Zone traversée : 5. - Arrêts non accessibles aux UFR : Torcy RER, Camille Saint-Saëns, La Tour d’Auvergne, Les Campanules, Le Verger, Ferme du Buisson, Noisiel RER, Collège Le Luzard, Commissariat, Les Quatre Pavés, Chocolaterie, Mairie de Noisiel, Jules Ferry, Les Cantines et Rue de Chèvre. - Amplitudes horaires : La ligne fonctionne du lundi au vendredi de 5 h 25 à 22 h 40, le samedi jusqu'à 23 h 0 et le dimanche et fêtes de 6 h 40 à 21 h 30 environ. - Particularités : - La ligne est exploitée en commun avec la ligne 321. - Notes : Le 3 avril 2023, la ligne est mise en circulaire autour de la gare de Torcy, et abandonne son itinéraire entre Les Cantines et Chelles - Terre Ciel au profit de la nouvelle ligne 311. - Date de dernière mise à jour : 3 avril 2023.                                                                             |                                                                                          |                                                                                          |                                                                                          |                                                                                          |                                                                                          |                                                                                          |                                                                                          |                                                                                          |
| 211   | Dernière actualisation : — |                                                                                          |                                                                                          |                                                                                          |                                                                                          |                                                                                          |                                                                                          |                                                                                          |                                                                                          |
| 212   | Champs-sur-Marne - Noisy - Champs RER - Descartes ⥋ Émerainville - Pontault-Combault RER | Champs-sur-Marne - Noisy - Champs RER - Descartes ⥋ Émerainville - Pontault-Combault RER | Champs-sur-Marne - Noisy - Champs RER - Descartes ⥋ Émerainville - Pontault-Combault RER | Champs-sur-Marne - Noisy - Champs RER - Descartes ⥋ Émerainville - Pontault-Combault RER | Champs-sur-Marne - Noisy - Champs RER - Descartes ⥋ Émerainville - Pontault-Combault RER | Champs-sur-Marne - Noisy - Champs RER - Descartes ⥋ Émerainville - Pontault-Combault RER | Champs-sur-Marne - Noisy - Champs RER - Descartes ⥋ Émerainville - Pontault-Combault RER | Champs-sur-Marne - Noisy - Champs RER - Descartes ⥋ Émerainville - Pontault-Combault RER | Champs-sur-Marne - Noisy - Champs RER - Descartes ⥋ Émerainville - Pontault-Combault RER |
| 212   | Ouverture / Fermeture 10 septembre 1990 / — | Longueur 8,07 km                                                                         | Durée 20 min                                                                             | Nb. d’arrêts 15                                                                          | Matériel Lion's City GNV                                                                 | Jours de fonctionnement L, Ma, Me, J, V, S                                               | Jour / Soir / Nuit / Fêtes O / O / N / N                                                 | Voy. / an 0,48 millions (2 021)                                                          | Centre-bus Bussy                                                                         |
| 212   | Desserte : - Villes et lieux desservis : Champs-sur-Marne (Campus Descartes), Noisy-le-Grand (Parc de la Butte Verte), [[Noisiel]], Émerainville (Parc d'activités de Malnoue, Mairie annexe, Étang de Malnoue, Cimetière, Parc, Mairie). - Gares desservies : Noisy - Champs, Émerainville - Pontault-Combault. |                                                                                          |                                                                                          |                                                                                          |                                                                                          |                                                                                          |                                                                                          |                                                                                          |                                                                                          |
| 212   | Autre : - Zones traversées : 4 et 5. - Arrêts non accessibles aux UFR : Noisy - Champs RER Descartes (Terminus descente), CROUS - Descartes (Terminus montée), Cimetière d'Émerainville. - Amplitudes horaires : La ligne est exploitée du lundi au vendredi de 5 h 50 à 21 h 40 et les samedis de 6 h 30 à 20 h 15 environ. - Particularités : Depuis le 2 janvier 2012, son terminus Pointe de Champs est déplacé à Noisy - Champs RER supprimant ainsi le doublon avec la ligne 312. - Date de dernière mise à jour : 17 décembre 2024. |                                                                                          |                                                                                          |                                                                                          |                                                                                          |                                                                                          |                                                                                          |                                                                                          |                                                                                          |
| 212   | Dernière actualisation : — |                                                                                          |                                                                                          |                                                                                          |                                                                                          |                                                                                          |                                                                                          |                                                                                          |                                                                                          |
| 213   | Chelles - Gournay RER ⥋ Noisy - Champs RER - Descartes / Lognes - Le Village | Chelles - Gournay RER ⥋ Noisy - Champs RER - Descartes / Lognes - Le Village             | Chelles - Gournay RER ⥋ Noisy - Champs RER - Descartes / Lognes - Le Village             | Chelles - Gournay RER ⥋ Noisy - Champs RER - Descartes / Lognes - Le Village             | Chelles - Gournay RER ⥋ Noisy - Champs RER - Descartes / Lognes - Le Village             | Chelles - Gournay RER ⥋ Noisy - Champs RER - Descartes / Lognes - Le Village             | Chelles - Gournay RER ⥋ Noisy - Champs RER - Descartes / Lognes - Le Village             | Chelles - Gournay RER ⥋ Noisy - Champs RER - Descartes / Lognes - Le Village             | Chelles - Gournay RER ⥋ Noisy - Champs RER - Descartes / Lognes - Le Village             |
| 213   | Ouverture / Fermeture 20 décembre 1980 / — | Longueur —                                                                               | Durée 20 (40-50) min                                                                     | Nb. d’arrêts 17 32                                                                       | Matériel Urbanway 12 GNV                                                                 | Jours de fonctionnement L, Ma, Me, J, V, S, D                                            | Jour / Soir / Nuit / Fêtes O / O / N / O                                                 | Voy. / an 2,07 millions (2 022)                                                          | Centre-bus Bussy                                                                         |
| 213   | Desserte : - Villes et lieux desservis : Chelles (Port, Pont de Gournay), Gournay-sur-Marne (Église, Place Churchill, Place Roosevelt), Champs-sur-Marne (Centre commercial des Pyramides, Lycée René Descartes, Campus Descartes), Noisiel (École nationale de musique, Mairie annexe), Lognes (Village). - Gares desservies : Chelles - Gournay, Noisy - Champs, Noisiel. |                                                                                          |                                                                                          |                                                                                          |                                                                                          |                                                                                          |                                                                                          |                                                                                          |                                                                                          |
| 213   | Autre : - Zones traversées : 4 et 5. - Arrêts non accessibles aux UFR : Tous. - Amplitudes horaires : La ligne fonctionne du lundi au samedi de 5 h 30 à 22 h 50 environ, et les dimanches et jours fériés à partir de 7 h. - Particularités : - Les dimanches et jours fériés, la ligne fonctionne uniquement entre Chelles - Gournay RER et Noisy - Champs RER - Descartes. - En heures de pointe, il existe des services partiels entre Avenue des Martyrs, Place Churchill, Rond-Point des Pyramides, Noisy - Champs RER - Descartes, Bois de l'Etang-Université, Place Pablo Picasso et Noisiel RER. - Date de dernière mise à jour : 3 avril 2023. |                                                                                          |                                                                                          |                                                                                          |                                                                                          |                                                                                          |                                                                                          |                                                                                          |                                                                                          |
| 213   | Dernière actualisation : — |                                                                                          |                                                                                          |                                                                                          |                                                                                          |                                                                                          |                                                                                          |                                                                                          |                                                                                          |
| 214   | Neuilly-Plaisance RER ⥋ Gagny - Roger Salengro | Neuilly-Plaisance RER ⥋ Gagny - Roger Salengro                                           | Neuilly-Plaisance RER ⥋ Gagny - Roger Salengro                                           | Neuilly-Plaisance RER ⥋ Gagny - Roger Salengro                                           | Neuilly-Plaisance RER ⥋ Gagny - Roger Salengro                                           | Neuilly-Plaisance RER ⥋ Gagny - Roger Salengro                                           | Neuilly-Plaisance RER ⥋ Gagny - Roger Salengro                                           | Neuilly-Plaisance RER ⥋ Gagny - Roger Salengro                                           | Neuilly-Plaisance RER ⥋ Gagny - Roger Salengro                                           |
| 214   | Ouverture / Fermeture 13 mars 1995 / — | Longueur —                                                                               | Durée 25-30 min                                                                          | Nb. d’arrêts 27                                                                          | Matériel Citelis 12 Urbanway 12 Hybride                                                  | Jours de fonctionnement L, Ma, Me, J, V, S                                               | Jour / Soir / Nuit / Fêtes O / N / N / N                                                 | Voy. / an 1 millions (2 022)                                                             | Centre-bus Bords de Marne                                                                |
| 214   | Desserte : - Villes et lieux desservis : Neuilly-Plaisance (Centre-bus RATP des Bords de Marne), Neuilly-sur-Marne (Zone industrielle des Chanoux, Lycée Cugnot, Place de la Résistance, Cité des Bouleaux, Place des Fêtes), Gagny (Mairie annexe, Collège Théodore-Monod). - Gares desservies : Neuilly-Plaisance, Le Chénay-Gagny. |                                                                                          |                                                                                          |                                                                                          |                                                                                          |                                                                                          |                                                                                          |                                                                                          |                                                                                          |
| 214   | Autre : - Zone traversée : 4. - Arrêts non accessibles aux UFR : Léon Blum et Île-de-France vers Gagny, Cité des Bouleaux, La Mare vers Neuilly. - Amplitudes horaires : La ligne fonctionne du lundi au vendredi de 5 h 30 à 21 h 30 et le samedi jusqu'à 21 h 20. - Particularités : - La ligne est jumelée avec la ligne 203. - Elle comporte deux dessertes : - Trajet entre la gare de Neuilly-Plaisance et Gagny sans passer par la zone industrielle des Chanoux ; - Trajet sous forme de service partiel entre la gare de Neuilly-Plaisance et Île-de-France par la zone industrielle des Chanoux, uniquement du lundi au vendredi de 6 h 30 à 14 h 35, étendu jusqu'à 15 h 55 durant les vacances scolaires, vers Île-de-France et de 15 h 20 à 18 h 40 environ, vers Neuilly-Plaisance RER. - Date de dernière mise à jour : 20 janvier 2023.                                  |                                                                                          |                                                                                          |                                                                                          |                                                                                          |                                                                                          |                                                                                          |                                                                                          |                                                                                          |
| 214   | Dernière actualisation : — |                                                                                          |                                                                                          |                                                                                          |                                                                                          |                                                                                          |                                                                                          |                                                                                          |                                                                                          |
| 215   | Gare d'Austerlitz ⥋ Vincennes RER - République | Gare d'Austerlitz ⥋ Vincennes RER - République                                           | Gare d'Austerlitz ⥋ Vincennes RER - République                                           | Gare d'Austerlitz ⥋ Vincennes RER - République                                           | Gare d'Austerlitz ⥋ Vincennes RER - République                                           | Gare d'Austerlitz ⥋ Vincennes RER - République                                           | Gare d'Austerlitz ⥋ Vincennes RER - République                                           | Gare d'Austerlitz ⥋ Vincennes RER - République                                           | Gare d'Austerlitz ⥋ Vincennes RER - République                                           |
| 215   | Ouverture / Fermeture 3 novembre 2003 / — | Longueur —                                                                               | Durée 40-50 min                                                                          | Nb. d’arrêts 28                                                                          | Matériel Citelis Line Citelis 12                                                         | Jours de fonctionnement L, Ma, Me, J, V, S, D                                            | Jour / Soir / Nuit / Fêtes O / O / N / O                                                 | Voy. / an 1,06 millions (2 021)                                                          | Centre-bus Lagny                                                                         |
| 215   | Desserte : - Villes et lieux desservis : Paris (5e arrondissement) (Jardin des Plantes), Paris (12e arrondissement) (Hôpital de la Pitié-Salpêtrière, AccorHotels Arena (POPB), Ministère de l'Économie et des Finances, Mairie du 12e, Hôpital Saint-Antoine, École Boulle, Place de la Nation, Porte de Vincennes), Paris (20e arrondissement) (Porte de Montreuil, Stade Déjerine, Stade Maryse Hilsz, Marché aux puces de la porte de Montreuil), Montreuil (quartier d'affaires), Vincennes. - Stations et gares desservies : Gare d'Austerlitz (métro), Gare d'Austerlitz, Quai de la Gare, Bercy (métro), Gare de Bercy, Dugommier, Reuilly-Diderot, Nation, Porte de Vincennes, Porte de Montreuil et Vincennes. |                                                                                          |                                                                                          |                                                                                          |                                                                                          |                                                                                          |                                                                                          |                                                                                          |                                                                                          |
| 215   | Autre : - Zone traversée : 1 et 2. - Arrêts non accessibles aux UFR : - Vers Gare d’Austerlitz : Colonel Bourgoin, Érignac. - Vers Vincennes RER - République : Colonel Bourgoin. - Amplitudes horaires : La ligne fonctionne du lundi au vendredi de 5 h 45 à 1 h 10 environ et les samedis, dimanches et fêtes à partir de 6 h 50. - Date de dernière mise à jour : 11 février 2024. |                                                                                          |                                                                                          |                                                                                          |                                                                                          |                                                                                          |                                                                                          |                                                                                          |                                                                                          |
| 215   | Dernière actualisation : — |                                                                                          |                                                                                          |                                                                                          |                                                                                          |                                                                                          |                                                                                          |                                                                                          |                                                                                          |
| 216   | (Circulaire) Denfert-Rochereau RER ⥋ via Marché international de Rungis | (Circulaire) Denfert-Rochereau RER ⥋ via Marché international de Rungis                  | (Circulaire) Denfert-Rochereau RER ⥋ via Marché international de Rungis                  | (Circulaire) Denfert-Rochereau RER ⥋ via Marché international de Rungis                  | (Circulaire) Denfert-Rochereau RER ⥋ via Marché international de Rungis                  | (Circulaire) Denfert-Rochereau RER ⥋ via Marché international de Rungis                  | (Circulaire) Denfert-Rochereau RER ⥋ via Marché international de Rungis                  | (Circulaire) Denfert-Rochereau RER ⥋ via Marché international de Rungis                  | (Circulaire) Denfert-Rochereau RER ⥋ via Marché international de Rungis                  |
| 216   | Ouverture / Fermeture 2 février 1987 / — | Longueur —                                                                               | Durée 25-35 min                                                                          | Nb. d’arrêts 27                                                                          | Matériel Crossway Line GNV                                                               | Jours de fonctionnement L, Ma, Me, J, V, S                                               | Jour / Soir / Nuit / Fêtes O / N / N / N                                                 | Voy. / an 0,66 millions (2 021)                                                          | Centre-bus Massy                                                                         |
| 216   | Desserte : - Villes et lieux desservis : Paris (14e arrondissement) (Place Denfert-Rochereau, Église Saint-Albert, Parc Montsouris, Cité internationale universitaire, Stade Charléty), Chevilly-Larue (Marché international de Rungis, Mairie, Cimetière, Parc départemental Albert-Leroy), Rungis (Marée, Zones industrielles du Silic et du Pondorly, Stade Lucine-Grelinger). - Stations et gares desservies : Gare de Denfert-Rochereau, Denfert-Rochereau, Saint-Jacques, Gare de Cité universitaire (à proximité), Montsouris et Stade Charléty (T3a), Saarinen, Robert Schuman et Porte de Rungis (T7), Le Delta, Marché international de Rungis et Mairie de Chevilly-Larue (Tvm). |                                                                                          |                                                                                          |                                                                                          |                                                                                          |                                                                                          |                                                                                          |                                                                                          |                                                                                          |
| 216   | Autre : - Zones traversées : 1 à 4. - Arrêts non accessibles aux UFR : Tous. - Amplitudes horaires : La ligne fonctionne du lundi au samedi, aucun service n’étant assuré les dimanches et fêtes : - vers Denfert-Rochereau : avec un premier départ à 6 h 21 du lundi au vendredi et à 6 h 33 le samedi, le dernier départ étant fixé à 21 h 5 du lundi au vendredi et le samedi à 18 h 30 ; - vers Marché international de Rungis : avec un premier départ à 5 h 45 du lundi au vendredi et à 6 h 5 le samedi, le dernier départ étant fixé à 20 h 30 du lundi au vendredi et le samedi à 18 h. - Particularités : - Le samedi, les arrêts de la zone SILIC (Saarinen, Robert Schuman et Rue d’Arcueil) à Rungis ne sont pas desservis ; - L'usage de la ceinture de sécurité est obligatoire, car cette ligne est desservie en autocar. - Date de dernière mise à jour : 8 mars 2025. |                                                                                          |                                                                                          |                                                                                          |                                                                                          |                                                                                          |                                                                                          |                                                                                          |                                                                                          |
| 216   | Dernière actualisation : — |                                                                                          |                                                                                          |                                                                                          |                                                                                          |                                                                                          |                                                                                          |                                                                                          |                                                                                          |
| 217   | Vitry-sur-Seine RER ⥋ Hôtel de Ville de Créteil | Vitry-sur-Seine RER ⥋ Hôtel de Ville de Créteil                                          | Vitry-sur-Seine RER ⥋ Hôtel de Ville de Créteil                                          | Vitry-sur-Seine RER ⥋ Hôtel de Ville de Créteil                                          | Vitry-sur-Seine RER ⥋ Hôtel de Ville de Créteil                                          | Vitry-sur-Seine RER ⥋ Hôtel de Ville de Créteil                                          | Vitry-sur-Seine RER ⥋ Hôtel de Ville de Créteil                                          | Vitry-sur-Seine RER ⥋ Hôtel de Ville de Créteil                                          | Vitry-sur-Seine RER ⥋ Hôtel de Ville de Créteil                                          |
| 217   | Ouverture / Fermeture 1er juin 1990 / — | Longueur —                                                                               | Durée 30-42 min                                                                          | Nb. d’arrêts 31                                                                          | Matériel Lion's City GNV                                                                 | Jours de fonctionnement L, Ma, Me, J, V, S, D                                            | Jour / Soir / Nuit / Fêtes O / O / N / O                                                 | Voy. / an 3,05 millions (2 021)                                                          | Centre-bus Créteil                                                                       |
| 217   | Desserte : - Villes et lieux desservis : Vitry-sur-Seine (Square Charles-Fourier, Pont de Vitry), Alfortville (Mairie, Square Camélinat), Maisons-Alfort (Mairie, Cimetière, Marché, Commissariat), Créteil (Cimetière, Centre hospitalier universitaire Henri-Mondor, Bibliothèque, Piscine Colombier, Église de Créteil, Hôpital Albert-Chenevier, Brigade de gendarmerie, Polyclinique, Collège Pasteur, Lycée Antoine de Saint-Exupéry, Club sportif, Synagogue, Église Saint-Michel, Cinéma Lucarne, Centre socio-culturel Kennedy, Chambre du Commerce et de l'Industrie, Centre commercial Créteil Soleil, Mairie). - Stations et gares desservies : Vitry-sur-Seine, Maisons-Alfort - Alfortville, Maisons-Alfort - Les Juilliottes, Église de Créteil (Tvm) |                                                                                          |                                                                                          |                                                                                          |                                                                                          |                                                                                          |                                                                                          |                                                                                          |                                                                                          |
| 217   | Autre : - Zone traversée : 3. - Arrêts non accessibles aux UFR : Dolet - Zola, Paul Vaillant-Couturier - Kennedy, Hôtel de Ville de Créteil . - Vers Vitry-sur-Seine RER : Pasteur - Charles Fourier, Salvador Allende - Edith Cavell, Mairie d’Alfortville, Viet, Henri Mondor - Laferrière, Orme au Chat. - Vers Hôtel de Ville de Créteil : Port à l’Anglais, République - Général Leclerc. - Amplitudes horaires : La ligne fonctionne du lundi au samedi de 5 h à 1 h 35 et les dimanches et fêtes à partir de 6 h. - Date de dernière mise à jour : 2 décembre 2021. |                                                                                          |                                                                                          |                                                                                          |                                                                                          |                                                                                          |                                                                                          |                                                                                          |                                                                                          |
| 217   | Dernière actualisation : — |                                                                                          |                                                                                          |                                                                                          |                                                                                          |                                                                                          |                                                                                          |                                                                                          |                                                                                          |

### Lignes 220 à 229
| Ligne | Caractéristiques | Caractéristiques | Caractéristiques | Caractéristiques | Caractéristiques | Caractéristiques | Caractéristiques | Caractéristiques | Caractéristiques |
| 220   | Bry-sur-Marne RER ⥋ Torcy RER | Bry-sur-Marne RER ⥋ Torcy RER                                                                                       | Bry-sur-Marne RER ⥋ Torcy RER                                                                                       | Bry-sur-Marne RER ⥋ Torcy RER                                                                                       | Bry-sur-Marne RER ⥋ Torcy RER                                                                                       | Bry-sur-Marne RER ⥋ Torcy RER                                                                                       | Bry-sur-Marne RER ⥋ Torcy RER                                                                                       | Bry-sur-Marne RER ⥋ Torcy RER                                                                                       | Bry-sur-Marne RER ⥋ Torcy RER                                                                                       |
| ----- | --- | --- | --- | --- | --- | --- | --- | --- | --- |
| 220   | Ouverture / Fermeture 9 décembre 1977 / — | Longueur — | Durée 50-55 min | Nb. d’arrêts 47 | Matériel Lion's City GNV                                                                                            | Jours de fonctionnement L, Ma, Me, J, V, S, D                                                                       | Jour / Soir / Nuit / Fêtes O / O / N / O                                                                            | Voy. / an 3 millions (2 021)                                                                                        | Centre-bus Bussy |
| 220   | Desserte : - Villes et lieux desservis : Torcy (Pôles commerciaux et de loisirs Bay 1 et Bay 2, Mairie), Noisy-le-Grand (Mairie), Champs-sur-Marne (Centre commercial des Pyramides), Noisiel (École nationale de musique, Mairie annexe), Bry-sur-Marne. - Gares desservies : Bry-sur-Marne, Noisiel, Torcy. | | | | | | | | |
| 220   | Autre : - Zones traversées : 4 et 5. - Arrêts non accessibles aux UFR : Place Churchill, Le Carré du Faon, Square de Diane, Tour des Jeunes Mariés, Collège Le Luzard, Les Provinces, Les Quatre Pavés et Jules Ferry. - Amplitudes horaires : La ligne fonctionne du lundi au samedi de 4 h 45 à 1 h 55 environ et les dimanches et fêtes à partir de 6 h 40 environ. - Particularités : Tous les soirs (à partir de 21 h environ), la ligne dessert le quartier du Clos à Torcy. - Date de dernière mise à jour : 27 juin 2024. | | | | | | | | |
| 220   | Dernière actualisation : — | | | | | | | | |
| 221   | Bagnolet - Gallieni / Gare de Rosny-Bois-Perrier ⥋ Neuilly-sur-Marne - Pointe de Gournay / Cimetière de Villemomble | Bagnolet - Gallieni / Gare de Rosny-Bois-Perrier ⥋ Neuilly-sur-Marne - Pointe de Gournay / Cimetière de Villemomble | Bagnolet - Gallieni / Gare de Rosny-Bois-Perrier ⥋ Neuilly-sur-Marne - Pointe de Gournay / Cimetière de Villemomble | Bagnolet - Gallieni / Gare de Rosny-Bois-Perrier ⥋ Neuilly-sur-Marne - Pointe de Gournay / Cimetière de Villemomble | Bagnolet - Gallieni / Gare de Rosny-Bois-Perrier ⥋ Neuilly-sur-Marne - Pointe de Gournay / Cimetière de Villemomble | Bagnolet - Gallieni / Gare de Rosny-Bois-Perrier ⥋ Neuilly-sur-Marne - Pointe de Gournay / Cimetière de Villemomble | Bagnolet - Gallieni / Gare de Rosny-Bois-Perrier ⥋ Neuilly-sur-Marne - Pointe de Gournay / Cimetière de Villemomble | Bagnolet - Gallieni / Gare de Rosny-Bois-Perrier ⥋ Neuilly-sur-Marne - Pointe de Gournay / Cimetière de Villemomble | Bagnolet - Gallieni / Gare de Rosny-Bois-Perrier ⥋ Neuilly-sur-Marne - Pointe de Gournay / Cimetière de Villemomble |
| 221   | Ouverture / Fermeture 3 avril 1971 / — | Longueur — | Durée 50-65 (10-15) min                                                                                             | Nb. d’arrêts 27 | Matériel Citelis 12 Urbanway 12                                                                                     | Jours de fonctionnement L, Ma, Me, J, V, S, D                                                                       | Jour / Soir / Nuit / Fêtes O / O / N / O                                                                            | Voy. / an 1,87 millions (2 021)                                                                                     | Centre-bus Bords de Marne                                                                                           |
| 221   | Desserte : - Villes et lieux desservis : Bagnolet (Gare routière internationale de Paris-Gallieni, Centre commercial Bel-Est, Tours Mercuriales, Jardins de la Butte, Parc Jean-Moulin - Les Guilands), Noisy-le-Sec (Cité mixte Olympe de Gouges, Complexe sportif Londeau), Rosny-sous-Bois (Centre commercial Rosny 2, Complexe sportif Girodit), Villemomble (Cimetière, Piscine, Église Notre-Dame de l'Espérance, Parc de la Garenne, Terrain de tennis de Villemomble, Château, Groupe scolaire Blaise-Pascal, Collège Louis-Pasteur, Conservatoire Maurice-Ravel, Lycée Georges-Clemenceau), Gagny (Théâtre André Malraux, Conservatoire François-Joseph Gossec, Maison de retraite La Cerisaie, Collège Madame de Sévigné, Mairie, Église Saint-Germain, Aréna, Stade de l'Est, Stade Jean-Bouin, Piscine de Gagny, Église Sainte-Thérèse), Neuilly-sur-Marne (Institut Heuyer), Gournay-sur-Marne (Canal de Vaires, Marne). - Stations et gares desservies : Gallieni, Rosny-Bois-Perrier (depuis l'arrêt Chemin de Bondy), Le Raincy-Villemomble (depuis l'arrêt Château de Villemomble), Gagny, Le Chénay-Gagny (depuis l'arrêt La Mare). | | | | | | | | |
| 221   | Autre : - Zones traversées : 2 à 4. - Arrêts non accessibles aux UFR : Rosny 2 Nord vers Neuilly, entre Bois-Perrier Nord et 11 novembre, Cimetière de Villemomble vers Bagnolet, Gagny RER vers Bagnolet, Charles de Gaulle vers Bagnolet. - Amplitudes horaires : La ligne fonctionne du lundi au samedi de 5 h 20 à 21 h 50 et les dimanches et fêtes à partir de 6 h 10 environ. - Particularités : Le dernier départ de Neuilly-sur-Marne — Pointe de Gournay est à 20 h 30 et de Bagnolet — Gallieni à 21 h 15, tous les jours. Tous les soirs, à partir de 21h, la ligne est exploitée en services partiels uniquement entre Cimetière de Villemomble et Gare de Rosny-Bois-Perrier. - Date de dernière mise à jour : 6 février 2025. | | | | | | | | |
| 221   | Dernière actualisation : — | | | | | | | | |

### Lignes 230 à 239
| Ligne | Caractéristiques | Caractéristiques                                               | Caractéristiques                                               | Caractéristiques                                               | Caractéristiques                                               | Caractéristiques                                               | Caractéristiques                                               | Caractéristiques                                               | Caractéristiques                                               |
| 234   | Fort d'Aubervilliers ⥋ Mairie de Livry-Gargan | Fort d'Aubervilliers ⥋ Mairie de Livry-Gargan                  | Fort d'Aubervilliers ⥋ Mairie de Livry-Gargan                  | Fort d'Aubervilliers ⥋ Mairie de Livry-Gargan                  | Fort d'Aubervilliers ⥋ Mairie de Livry-Gargan                  | Fort d'Aubervilliers ⥋ Mairie de Livry-Gargan                  | Fort d'Aubervilliers ⥋ Mairie de Livry-Gargan                  | Fort d'Aubervilliers ⥋ Mairie de Livry-Gargan                  | Fort d'Aubervilliers ⥋ Mairie de Livry-Gargan                  |
| ----- | --- | -------------------------------------------------------------- | -------------------------------------------------------------- | -------------------------------------------------------------- | -------------------------------------------------------------- | -------------------------------------------------------------- | -------------------------------------------------------------- | -------------------------------------------------------------- | -------------------------------------------------------------- |
| 234   | Ouverture / Fermeture 21 décembre 1992 / — | Longueur —                                                     | Durée 60 min                                                   | Nb. d’arrêts 43                                                | Matériel Lion's City 12G EfficientHybrid                       | Jours de fonctionnement L, Ma, Me, J, V, S, D                  | Jour / Soir / Nuit / Fêtes O / O / N / O                       | Voy. / an 4,95 millions (2 022)                                | Centre-bus Les Pavillons                                       |
| 234   | Desserte : - Villes et lieux desservis : Aubervilliers, Pantin, Bobigny (Conservatoire Jean-Wiener, Mairie, Préfecture de Seine-Saint-Denis, Parc de la Bergère, Parc interdépartemental des sports, Pont de Bondy), Bondy Rue Rabelais (Cimetière intercommunal), Les Pavillons-sous-Bois, Ancien cimetière, Lycée Claude-Nicolas Ledoux, Centre-bus RATP, Livry-Gargan (Collèges Édouard-Herriot et Léon-Jouhaux, Gymnase Jean-Jaurès, Lycée André-Boulloche, Mairie, Piscine Roger-Lebas). - Stations et gares desservies : Fort d'Aubervilliers, Hôtel de Ville de Bobigny (T1), Bobigny - Pablo Picasso, Jean Rostand et Auguste Delaune (T1), Pont de Bondy (T1), Gargan (T4) (depuis l'arrêt Victor Hugo-Jean Moulin). |                                                                |                                                                |                                                                |                                                                |                                                                |                                                                |                                                                |                                                                |
| 234   | Autre : - Zones traversées : 3 et 4. - Arrêts non accessibles aux UFR : Fort d'Aubervilliers, Division Leclerc - Courtillières et Place du Marché vers Livry, Les Courtillières, République, Conservatoire Jean Wiener, Maurice Thorez, Bobigny-Pablo Picasso, Etienne Dolet vers Aubervilliers, Paul Renaud, Victor Hugo-Jean Moulin vers Aubervilliers et Robert Schuman vers Livry. - Amplitudes horaires : La ligne fonctionne du lundi au samedi de 4 h 30 à 0 h 20 environ et les dimanches et fêtes à partir de 6 h 15. Les vendredis, samedis et veilles de fête, le service est prolongé d'une heure, se terminant alors à 1 h 20 du matin. Les derniers départs aux deux terminus assurant une mission complète sont fixés à 22 h 30 tous les soirs. Passé cette heure, la ligne est limitée au tronçon Fort d'Aubervilliers ↔ Robert Schuman. - Particularités : - Quotidiennement, de nombreux services partiels sont observés entre les arrêts Fort d'Aubervilliers et Robert Schuman afin de réduire la fréquence de la ligne par deux sur cette section. - Le dimanche, entre 8 h 30 et 15 h 30, la ligne est déviée dans les deux sens entre les arrêts Étienne Dolet et Pont de Bondy pour cause de marché et emprunte un itinéraire spécifique. Les arrêts Place de l'Europe, Robespierre - Edouard Vaillant et Avenue Marcelle ne sont alors plus desservis. - Date de dernière mise à jour : 31 janvier 2025. |                                                                |                                                                |                                                                |                                                                |                                                                |                                                                |                                                                |                                                                |
| 234   | Dernière actualisation : — |                                                                |                                                                |                                                                |                                                                |                                                                |                                                                |                                                                |                                                                |
| 235   | Colombes - Europe ⥋ Asnières - Gennevilliers - Gabriel Péri | Colombes - Europe ⥋ Asnières - Gennevilliers - Gabriel Péri    | Colombes - Europe ⥋ Asnières - Gennevilliers - Gabriel Péri    | Colombes - Europe ⥋ Asnières - Gennevilliers - Gabriel Péri    | Colombes - Europe ⥋ Asnières - Gennevilliers - Gabriel Péri    | Colombes - Europe ⥋ Asnières - Gennevilliers - Gabriel Péri    | Colombes - Europe ⥋ Asnières - Gennevilliers - Gabriel Péri    | Colombes - Europe ⥋ Asnières - Gennevilliers - Gabriel Péri    | Colombes - Europe ⥋ Asnières - Gennevilliers - Gabriel Péri    |
| 235   | Ouverture / Fermeture 1er octobre 1991 / — | Longueur —                                                     | Durée 30 min                                                   | Nb. d’arrêts 25                                                | Matériel Citelis 12                                            | Jours de fonctionnement L, Ma, Me, J, V, S, D                  | Jour / Soir / Nuit / Fêtes O / O / N / O                       | Voy. / an 3,21 millions (2 021)                                | Centre-bus Asnières                                            |
| 235   | Desserte : - Villes et lieux desservis : Colombes (Parc Pierre-Lagravère, Audra, Stade Yves-du-Manoir, Hôpital Louis-Mourier), Asnières-sur-Seine (Mourinoux, Cimetière d'Asnières et de Bois-Colombes, Stade Léo-Lagrange), Gennevilliers (Le Luth, Le Village, Mairie). - Stations et gares desservies : Le Stade, Les Courtilles, Le Luth et Le Village (T1), Gabriel Péri. |                                                                |                                                                |                                                                |                                                                |                                                                |                                                                |                                                                |                                                                |
| 235   | Autre : - Zone traversée : 3 - Arrêts non accessibles aux UFR : Mourinoux, Fleming, Quartier des Fleurs, Le Village, Mairie de Gennevilliers (vers Colombes), Basly (vers Asnières - Gennevilliers) et Gabriel Péri - Henri Barbusse. - Amplitudes horaires : La ligne fonctionne du lundi au vendredi de 5 h à 1 h 30 du matin environ, le samedi à partir de 5 h 20 et les dimanches et fêtes à partir de 6 h 30 environ. - Particularités : - Quotidiennement, le dernier départ de Gabriel Péri-Métro a lieu à 0 h 40 et celui de Colombes-Europe à 1 h 10. - Pendant presque 11 ans, entre octobre 2011 et le 4 octobre 2022, la ligne 235 empruntait le même trajet que le T1 (c'est-à-dire qu'elle ne desservait pas les stations à l'intérieur du quartier du Luth, à la suite d'une agression sur un machiniste. Le service de ces stations a repris depuis le 4 octobre 2022, mais jusqu'à 20 h seulement et non jusqu'à la fin du service[réf. nécessaire]. - Date de dernière mise à jour : 4 décembre 2022. |                                                                |                                                                |                                                                |                                                                |                                                                |                                                                |                                                                |                                                                |
| 235   | Dernière actualisation : — |                                                                |                                                                |                                                                |                                                                |                                                                |                                                                |                                                                |                                                                |
| 237   | Porte de Saint-Ouen - Hôpital Bichat ⥋ Gare d'Épinay-sur-Seine | Porte de Saint-Ouen - Hôpital Bichat ⥋ Gare d'Épinay-sur-Seine | Porte de Saint-Ouen - Hôpital Bichat ⥋ Gare d'Épinay-sur-Seine | Porte de Saint-Ouen - Hôpital Bichat ⥋ Gare d'Épinay-sur-Seine | Porte de Saint-Ouen - Hôpital Bichat ⥋ Gare d'Épinay-sur-Seine | Porte de Saint-Ouen - Hôpital Bichat ⥋ Gare d'Épinay-sur-Seine | Porte de Saint-Ouen - Hôpital Bichat ⥋ Gare d'Épinay-sur-Seine | Porte de Saint-Ouen - Hôpital Bichat ⥋ Gare d'Épinay-sur-Seine | Porte de Saint-Ouen - Hôpital Bichat ⥋ Gare d'Épinay-sur-Seine |
| 237   | Ouverture / Fermeture 1er janvier 1996 / — | Longueur —                                                     | Durée 30 min                                                   | Nb. d’arrêts 20                                                | Matériel Bluebus 12 Facelift GX 337 Hybride                    | Jours de fonctionnement L, Ma, Me, J, V, S, D                  | Jour / Soir / Nuit / Fêtes O / O / N / N                       | Voy. / an 1,35 millions (2 021)                                | Centre-bus Pleyel                                              |
| 237   | Desserte : - Villes et lieux desservis : Paris (Porte de Montmartre, Porte de Saint-Ouen, Hôpital Bichat-Claude-Bernard), Saint-Ouen (Mairie, Soubise, Quais de Seine) et L'Île-Saint-Denis (Centre commercial Marques Avenue, Parc départemental, Mairie, Collège Alfred-Sisley) et Épinay-sur-Seine. - Stations et gares desservies : Porte de Saint-Ouen, Garibaldi, Mairie de Saint-Ouen, L'Île-Saint-Denis (T1), Saint-Denis (à proximité de l'arrêt Mairie de L'Île-Saint-Denis), Gilbert Bonnemaison (T8) et Épinay-sur-Seine. |                                                                |                                                                |                                                                |                                                                |                                                                |                                                                |                                                                |                                                                |
| 237   | Autre : - Zones traversées : 1 à 3. - Arrêts non accessibles aux UFR : Porte de Saint-Ouen - Hôpital Bichat, Garibaldi Ottino, Mairie de Saint-Ouen - Dhalenne, Centre Commercial (vers Gare d'Épinay), Quai du Châtelier, n°9 (vers Gare d'Épinay), Quai du Châtelier, n°15 (vers Gare d'Épinay), Rue de l'Ortebout (vers Saint-Ouen), Collège Sisley. - Amplitudes horaires : La ligne fonctionne du lundi au samedi de 5 h 40 à 23 h 5 et le dimanche de 7 h 30 à 22 h 30 environ. - Particularités : Les dimanches et fêtes, la ligne ne circule qu'entre les arrêts Mairie de Saint-Ouen - Dhalenne et Gare d'Epinay-sur-Seine. - Date de dernière mise à jour : 9 novembre 2024. |                                                                |                                                                |                                                                |                                                                |                                                                |                                                                |                                                                |                                                                |
| 237   | Dernière actualisation : — |                                                                |                                                                |                                                                |                                                                |                                                                |                                                                |                                                                |                                                                |
| 238   | Saint-Gratien RER / ZAC des Louvresses ⥋ Pont de Levallois | Saint-Gratien RER / ZAC des Louvresses ⥋ Pont de Levallois     | Saint-Gratien RER / ZAC des Louvresses ⥋ Pont de Levallois     | Saint-Gratien RER / ZAC des Louvresses ⥋ Pont de Levallois     | Saint-Gratien RER / ZAC des Louvresses ⥋ Pont de Levallois     | Saint-Gratien RER / ZAC des Louvresses ⥋ Pont de Levallois     | Saint-Gratien RER / ZAC des Louvresses ⥋ Pont de Levallois     | Saint-Gratien RER / ZAC des Louvresses ⥋ Pont de Levallois     | Saint-Gratien RER / ZAC des Louvresses ⥋ Pont de Levallois     |
| 238   | Ouverture / Fermeture 1er juin 1999 / — | Longueur —                                                     | Durée 38-42 30-34 min                                          | Nb. d’arrêts 32 24                                             | Matériel Lion's City                                           | Jours de fonctionnement L, Ma, Me, J, V, S, D                  | Jour / Soir / Nuit / Fêtes O / N / N / O                       | Voy. / an 1,08 millions (2 021)                                | Centre-bus Asnières                                            |
| 238   | Desserte : - Villes et lieux desservies : Saint-Gratien, Épinay-sur-Seine (Quartier d'Orgemont..), L'Île-Saint-Denis (Parc départemental), Gennevilliers (ZAC des Louvresses, Port de Gennevilliers), Asnières-sur-Seine, Levallois-Perret (Pont de Levallois). - Stations et gares desservies : Saint-Gratien, Épinay-Orgemont (T8), Épinay-sur-Seine, Gilbert Bonnemaison (T8), Les Courtilles, Les Agnettes, Asnières-sur-Seine (depuis l'arrêt Rue de la Station), Pont de Levallois - Bécon. |                                                                |                                                                |                                                                |                                                                |                                                                |                                                                |                                                                |                                                                |
| 238   | Autre : - Zones traversées : 2 à 4. - Arrêts non accessibles aux UFR : Saint-Gratien RER, Dequevauvilliers, Rue des Champs, Gallieni, Rue de la Station et Quai de Clichy. - Amplitudes horaires : La ligne fonctionne du lundi au vendredi de 5 h 40 à 21 h 5, le samedi de 5 h 30 à 20 h 55 et les dimanches et fêtes à partir de 7 h 30 environ. - Particularités : - Du lundi au vendredi, la ligne est exploitée sous la forme de deux branches : - La branche Saint-Gratien RER fonctionne uniquement aux heures de pointe. - La branche ZAC des Louvresses est desservie durant tout le service au départ de Pont de Levallois - Bécon aux heures creuses et au départ d'Asnières - Gennevilliers - Les Courtilles aux heures de pointe. - Les samedis et dimanches & fêtes, la ligne est limitée au tronçon : Port de Gennevilliers - Centre de Vie ↔ Pont de Levallois - Bécon. - Histoire : La ligne 238 a été crée pour reprendre la desserte du Port de Gennevilliers de la ligne 138. Elle a été jumelée avec celle-ci jusqu'au 14 juin 2008, date à laquelle elle a été prolongée jusqu'à Pont de Levallois - Bécon en reprenant l'itinéraire de la ligne 135 qui a été supprimée. - Date de dernière mise à jour : 6 février 2025. |                                                                |                                                                |                                                                |                                                                |                                                                |                                                                |                                                                |                                                                |
| 238   | Dernière actualisation : — |                                                                |                                                                |                                                                |                                                                |                                                                |                                                                |                                                                |                                                                |
| 239   | Rosa-Parks - Curial ⥋ Porte de Paris - Stade de France | Rosa-Parks - Curial ⥋ Porte de Paris - Stade de France         | Rosa-Parks - Curial ⥋ Porte de Paris - Stade de France         | Rosa-Parks - Curial ⥋ Porte de Paris - Stade de France         | Rosa-Parks - Curial ⥋ Porte de Paris - Stade de France         | Rosa-Parks - Curial ⥋ Porte de Paris - Stade de France         | Rosa-Parks - Curial ⥋ Porte de Paris - Stade de France         | Rosa-Parks - Curial ⥋ Porte de Paris - Stade de France         | Rosa-Parks - Curial ⥋ Porte de Paris - Stade de France         |
| 239   | Ouverture / Fermeture 6 novembre 2008 / — | Longueur —                                                     | Durée 30 min                                                   | Nb. d’arrêts 20                                                | Matériel Lion's City                                           | Jours de fonctionnement L, Ma, Me, J, V, S, D                  | Jour / Soir / Nuit / Fêtes O / O / N / O                       | Voy. / an 2,72 millions (2 021)                                | Centre-bus Saint-Denis - Gonesse                               |
| 239   | Desserte : - Villes et lieux desservis : Saint-Denis (Zone d'activités commerciales Nozal-Chaudon, Zone d'activités de la Montjoie, Zone d'activités Cornillon Nord et Sud, Stade de France, Parc de la Légion d'honneur), Aubervilliers, Paris (19e arrondissement) (Porte d'Aubervilliers, Zone d'activités Cap 18, Parc du Millénaire, EMGP / Magasins Généraux). - Stations et gares desservies : Gare Rosa-Parks (RER E et T3b), Porte d'Aubervilliers (T3b), Front populaire, Gare de La Plaine - Stade de France, Saint-Denis - Porte de Paris. |                                                                |                                                                |                                                                |                                                                |                                                                |                                                                |                                                                |                                                                |
| 239   | Autre : - Zones traversées : 1 à 3. - Arrêts non accessibles aux UFR : Gardinoux et La Montjoie-Germaine Tillon vers Porte de Paris-Stade de France. - Amplitudes horaires : La ligne fonctionne du lundi au dimanche de 6 h à 0 h 30. - Particularités : La ligne résulte du prolongement au nord de l'ancienne ligne 552 qui fut créée le 2 avril 2001. Depuis le 11 novembre 2022, un service de la ligne est assuré en midibus[réf. nécessaire]. - Ouverture de la gare Rosa-Parks le 13 décembre 2015 : Depuis l’ouverture de cette nouvelle gare RER, la ligne y est prolongée depuis la porte d'Aubervilliers. De plus, ses fréquences ont été renforcées et son amplitude horaire étendue. Depuis le 10 juillet 2023, la ligne est limitée à Porte de Paris - Stade de France au lieu du terminus précédent à Médiathèque. - Date de dernière mise à jour : 11 juin 2024. |                                                                |                                                                |                                                                |                                                                |                                                                |                                                                |                                                                |                                                                |
| 239   | Dernière actualisation : — |                                                                |                                                                |                                                                |                                                                |                                                                |                                                                |                                                                |                                                                |

### Lignes 240 à 249
| Ligne | Caractéristiques | Caractéristiques                                         | Caractéristiques                                         | Caractéristiques                                         | Caractéristiques                                              | Caractéristiques                                         | Caractéristiques                                         | Caractéristiques                                         | Caractéristiques                                         |
| 241   | Rueil-Malmaison RER ⥋ Porte d'Auteuil | Rueil-Malmaison RER ⥋ Porte d'Auteuil                    | Rueil-Malmaison RER ⥋ Porte d'Auteuil                    | Rueil-Malmaison RER ⥋ Porte d'Auteuil                    | Rueil-Malmaison RER ⥋ Porte d'Auteuil                         | Rueil-Malmaison RER ⥋ Porte d'Auteuil                    | Rueil-Malmaison RER ⥋ Porte d'Auteuil                    | Rueil-Malmaison RER ⥋ Porte d'Auteuil                    | Rueil-Malmaison RER ⥋ Porte d'Auteuil                    |
| ----- | --- | -------------------------------------------------------- | -------------------------------------------------------- | -------------------------------------------------------- | ------------------------------------------------------------- | -------------------------------------------------------- | -------------------------------------------------------- | -------------------------------------------------------- | -------------------------------------------------------- |
| 241   | Ouverture / Fermeture 19 octobre 1992 / — | Longueur 15 km                                           | Durée 45-65 min                                          | Nb. d’arrêts 40                                          | Matériel Urbanway 12 GNV                                      | Jours de fonctionnement L, Ma, Me, J, V, S, D            | Jour / Soir / Nuit / Fêtes O / O / N / O                 | Voy. / an 1,55 millions (2 021)                          | Centre-bus Nanterre                                      |
| 241   | Desserte : - Villes et lieux desservis : Paris (Terrain de tennis de Roland-Garros, Hippodrome d'Auteuil, Hippodrome de Longchamp), Boulogne-Billancourt (Hippodrome de Saint-Cloud), Suresnes (Forteresse du Mont-Valérien, Hôpital Foch), Rueil-Malmaison. - Stations et gares desservies : Rueil-Malmaison, Suresnes-Mont-Valérien, Porte d'Auteuil. |                                                          |                                                          |                                                          |                                                               |                                                          |                                                          |                                                          |                                                          |
| 241   | Autre : - Zones traversées : 2 et 3. - Arrêts non accessibles aux UFR : Rueil-Malmaison RER vers Porte d'Auteuil, Danton - Gambetta, Hippodrome de Longchamp, Passerelle de l'Avre vers Porte d'Auteuil, Hôpital A.Paré vers Rueil. - Amplitudes horaires : La ligne fonctionne du lundi au dimanche de 6 h 10 environ à 22 h 5. - Particularités : Le dernier départ de Rueil-Malmaison RER est à 20 h 35 et de Porte d'Auteuil à 21 h 30, tous les jours. - Date de dernière mise à jour : 11 février 2024. |                                                          |                                                          |                                                          |                                                               |                                                          |                                                          |                                                          |                                                          |
| 241   | Dernière actualisation : — |                                                          |                                                          |                                                          |                                                               |                                                          |                                                          |                                                          |                                                          |
| 244   | Rueil-Malmaison RER ⥋ Porte Maillot | Rueil-Malmaison RER ⥋ Porte Maillot                      | Rueil-Malmaison RER ⥋ Porte Maillot                      | Rueil-Malmaison RER ⥋ Porte Maillot                      | Rueil-Malmaison RER ⥋ Porte Maillot                           | Rueil-Malmaison RER ⥋ Porte Maillot                      | Rueil-Malmaison RER ⥋ Porte Maillot                      | Rueil-Malmaison RER ⥋ Porte Maillot                      | Rueil-Malmaison RER ⥋ Porte Maillot                      |
| 244   | Ouverture / Fermeture 1er mai 1979 / — | Longueur 11,3 - 12 km                                    | Durée 30 min                                             | Nb. d’arrêts 29                                          | Matériel GX 337 GNV                                           | Jours de fonctionnement L, Ma, Me, J, V, S, D            | Jour / Soir / Nuit / Fêtes O / O / N / O                 | Voy. / an 2,68 millions (2 021)                          | Centre-bus Nanterre                                      |
| 244   | Desserte : - Villes et lieux desservis : Paris 16e (Bois de Boulogne, Fondation Louis Vuitton, Hippodrome de Longchamp), Suresnes, Rueil-Malmaison (Hôpital Stell). - Stations et gares desservies : Rueil-Malmaison, Suresnes - Longchamp (T2), Neuilly - Porte Maillot, Porte Maillot. |                                                          |                                                          |                                                          |                                                               |                                                          |                                                          |                                                          |                                                          |
| 244   | Autre : - Zones traversées : 2 et 3. - Arrêts non accessibles aux UFR : Porte de Madrid vers Rueil-Malmaison RER le week-end et les jours fériés, Jardin d'Acclimatation. - Amplitudes horaires : La ligne fonctionne du lundi au samedi de 4 h 55 à 1 h du matin environ et les dimanches et fêtes à partir de 6 h 5. - Particularités : La ligne emprunte deux itinéraires différents dans le bois de Boulogne : - Passage par l'allée de Longchamp du lundi au vendredi ; - Passage par l'allée de la Reine Marguerite puis par l'avenue du Mahatma Gandhi le week-end afin de desservir la fondation Louis Vuitton. - Date de dernière mise à jour : 27 juin 2024. |                                                          |                                                          |                                                          |                                                               |                                                          |                                                          |                                                          |                                                          |
| 244   | Dernière actualisation : — |                                                          |                                                          |                                                          |                                                               |                                                          |                                                          |                                                          |                                                          |
| 245   | Église de Pantin ⥋ Gare de Rosny-Bois-Perrier | Église de Pantin ⥋ Gare de Rosny-Bois-Perrier            | Église de Pantin ⥋ Gare de Rosny-Bois-Perrier            | Église de Pantin ⥋ Gare de Rosny-Bois-Perrier            | Église de Pantin ⥋ Gare de Rosny-Bois-Perrier                 | Église de Pantin ⥋ Gare de Rosny-Bois-Perrier            | Église de Pantin ⥋ Gare de Rosny-Bois-Perrier            | Église de Pantin ⥋ Gare de Rosny-Bois-Perrier            | Église de Pantin ⥋ Gare de Rosny-Bois-Perrier            |
| 245   | Ouverture / Fermeture 14 juin 2024 / — | Longueur —                                               | Durée 55-60 min                                          | Nb. d’arrêts 27                                          | Matériel Bluebus 12 Facelift                                  | Jours de fonctionnement L, Ma, Me, J, V, S, D            | Jour / Soir / Nuit / Fêtes O / O / N / O                 | Voy. / an —                                              | Centre-bus Les Lilas                                     |
| 245   | Desserte : - Villes et lieux desservis : Pantin, Romainville, Noisy-le-Sec, Rosny-sous-Bois. - Stations et gares desservies : Église de Pantin, Coteaux Beauclair, Gare de Rosny-Bois-Perrier, Rosny-Bois-Perrier (métro). |                                                          |                                                          |                                                          |                                                               |                                                          |                                                          |                                                          |                                                          |
| 245   | Autre : - Zones traversées : 2 et 3. - Arrêts non accessibles aux UFR : Tous. - Amplitudes horaires : La ligne fonctionne du lundi au samedi de 5 h 30 à 0 h 30 et les dimanches et fêtes à partir de 6 h 30. Le service est prolongé d'une heure les vendredis et les samedis. - Date de dernière mise à jour : 4 août 2024. |                                                          |                                                          |                                                          |                                                               |                                                          |                                                          |                                                          |                                                          |
| 245   | Dernière actualisation : — |                                                          |                                                          |                                                          |                                                               |                                                          |                                                          |                                                          |                                                          |
| 247   | Aulnay-sous-Bois - Garonor ⥋ Drancy - Stade Charles Sage | Aulnay-sous-Bois - Garonor ⥋ Drancy - Stade Charles Sage | Aulnay-sous-Bois - Garonor ⥋ Drancy - Stade Charles Sage | Aulnay-sous-Bois - Garonor ⥋ Drancy - Stade Charles Sage | Aulnay-sous-Bois - Garonor ⥋ Drancy - Stade Charles Sage      | Aulnay-sous-Bois - Garonor ⥋ Drancy - Stade Charles Sage | Aulnay-sous-Bois - Garonor ⥋ Drancy - Stade Charles Sage | Aulnay-sous-Bois - Garonor ⥋ Drancy - Stade Charles Sage | Aulnay-sous-Bois - Garonor ⥋ Drancy - Stade Charles Sage |
| 247   | Ouverture / Fermeture 2 septembre 2013, / — | Longueur —                                               | Durée 20-32 min                                          | Nb. d’arrêts 27                                          | Matériel Lion's City 12G Efficient Hybrid GNV                 | Jours de fonctionnement L, Ma, Me, J, V                  | Jour / Soir / Nuit / Fêtes O / N / N / N                 | Voy. / an 0,06 millions (2 021)                          | Centre-bus Les Pavillons                                 |
| 247   | Desserte : - Villes et lieux desservis : Aulnay-sous-Bois (Zone industrielle Garonor), Le Blanc-Mesnil (Cimetière, Parc urbain Jean-Duclos, École primaire Jules-Guesde, École primaire Édouard-Vaillant, Mairie, Clinique et Maternité), Drancy (Lycée Polyvalent Eugène-Delacroix, Stade Charles-Sage). - Gare desservie : Drancy. |                                                          |                                                          |                                                          |                                                               |                                                          |                                                          |                                                          |                                                          |
| 247   | Autre : - Zone traversée : 3. - Arrêts non accessibles aux UFR : Aulnay-sous-Bois - Garonor (terminus), Robert Brémond, Madelon, Cité des Coquelicots vers Drancy, Place Joffre, Emile Desprez, Haussonville vers Garonor, Garonor - Porte Sud, Descartes - Renault. - Amplitudes horaires : La ligne fonctionne du lundi au vendredi de 6 h 30 à 9 h 45 puis de 16 h 30 à 19 h 15. - Particularités : La fréquence de la ligne est deux bus par heure. - Date de dernière mise à jour : 15 juin 2024. |                                                          |                                                          |                                                          |                                                               |                                                          |                                                          |                                                          |                                                          |
| 247   | Dernière actualisation : — |                                                          |                                                          |                                                          |                                                               |                                                          |                                                          |                                                          |                                                          |
| 248   | Fort d'Aubervilliers ⥋ Drancy RER | Fort d'Aubervilliers ⥋ Drancy RER                        | Fort d'Aubervilliers ⥋ Drancy RER                        | Fort d'Aubervilliers ⥋ Drancy RER                        | Fort d'Aubervilliers ⥋ Drancy RER                             | Fort d'Aubervilliers ⥋ Drancy RER                        | Fort d'Aubervilliers ⥋ Drancy RER                        | Fort d'Aubervilliers ⥋ Drancy RER                        | Fort d'Aubervilliers ⥋ Drancy RER                        |
| 248   | Ouverture / Fermeture 2 septembre 2013, / — | Longueur 9,35 km                                         | Durée 30-45 min                                          | Nb. d’arrêts 28                                          | Matériel Citelis 12 Citelis Line                              | Jours de fonctionnement L, Ma, Me, J, V, S, D            | Jour / Soir / Nuit / Fêtes O / N / N / O                 | Voy. / an 1,31 millions (2 021)                          | Centre-bus Flandre                                       |
| 248   | Desserte : - Villes et lieux desservis : Aubervilliers, Bobigny (Université Paris-XIII, Hôpital Avicenne), Drancy (Cité Gagarine, Lycées Pierre-Semard et Jean-Monnet, Mairie, Marché, Lycées Eugène-Delacroix et P.-Rolland, Stade Charles-Sage). - Stations et gares desservies : Fort d'Aubervilliers, Drancy-Avenir et Hôpital Avicenne (T1), Drancy. |                                                          |                                                          |                                                          |                                                               |                                                          |                                                          |                                                          |                                                          |
| 248   | Autre : - Zone traversée : 3. - Arrêts non accessibles aux UFR : Maison de Quartier-Courtillières, Division Leclerc-Stendhal (vers Fort d'Aubervilliers), Cité de la Résistance (vers Fort d'Aubervilliers), Place de l'Amitié, Faidherbe-Bize, Faidherbe-Danton, Faidherbe-Ferry (vers Fort d'Aubervilliers), Cité Pierre Semard, Centre Culturel (vers Drancy RER), Place Joffre (vers Drancy RER). - Amplitudes horaires : La ligne fonctionne du lundi au samedi de 6 h 30 à 21 h 5 et les dimanches et fêtes de 7 h à 18 h 35. - Date de dernière mise à jour : 11 février 2024. |                                                          |                                                          |                                                          |                                                               |                                                          |                                                          |                                                          |                                                          |
| 248   | Dernière actualisation : — |                                                          |                                                          |                                                          |                                                               |                                                          |                                                          |                                                          |                                                          |
| 249   | Porte des Lilas ⥋ Dugny — Place Valérie André | Porte des Lilas ⥋ Dugny — Place Valérie André            | Porte des Lilas ⥋ Dugny — Place Valérie André            | Porte des Lilas ⥋ Dugny — Place Valérie André            | Porte des Lilas ⥋ Dugny — Place Valérie André                 | Porte des Lilas ⥋ Dugny — Place Valérie André            | Porte des Lilas ⥋ Dugny — Place Valérie André            | Porte des Lilas ⥋ Dugny — Place Valérie André            | Porte des Lilas ⥋ Dugny — Place Valérie André            |
| 249   | Ouverture / Fermeture 21 décembre 1992 / — | Longueur 12,80 km                                        | Durée 64-80 min                                          | Nb. d’arrêts 45                                          | Matériel Citaro Facelift Lion's City 12G Efficient Hybrid GNV | Jours de fonctionnement L, Ma, Me, J, V, S, D            | Jour / Soir / Nuit / Fêtes O / O / N / O                 | Voy. / an 6,95 millions (2 022)                          | Centre-bus Flandre                                       |
| 249   | Desserte : - Villes et lieux desservis : Paris 19e (Porte des Lilas, Piscine Georges-Vallerey), Lilas, Le Pré-Saint-Gervais, Pantin (Mairie, Maison de Retraite, Église, Lycées professionnels Félix-Faure et Simone-Weil, Gare de triage, ZAC de l'Ourcq), Aubervilliers (Lycée professionnel Jean-Pierre-Timbaud, Polyclinique La Roseraie, Lycées Le Corbusier et Henri-Wallon, Maison de retraite), La Courneuve (Mairie, Gymnase Antonin-Magne, Collège Jean-Vilar, Stade Nelson-Mandela, Lycée Jacques-Brel, Collège Georges-Politzer, Parc Georges-Valbon, Cimetière intercommunal), Dugny (Mairie, Nouveau cimetière, Lycées Rabelais et Schuman, Stade Léo-Lagrange, Site de production Airbus Helicopters). - Stations et gares desservies : Porte des Lilas, Église de Pantin, Pantin, Aubervilliers - Pantin - Quatre Chemins, La Courneuve - Aubervilliers, Hôtel de Ville de La Courneuve (T1), Dugny - La Courneuve (T11). |                                                          |                                                          |                                                          |                                                               |                                                          |                                                          |                                                          |                                                          |
| 249   | Autre : - Zones traversées : 2 et 3. - Arrêts non accessibles aux UFR : Convention et Pantin RER - Mairie vers Porte des Lilas, Dugny - La Courneuve vers Dugny, Adolphe Devaux. - Amplitudes horaires : La ligne fonctionne du lundi au samedi de 5 h 5 à 1 h 15 du matin environ et les dimanches et fêtes à partir de 6 h 30 environ. Les vendredis, samedis et veilles de fête, le service est prolongé d'une heure, se terminant alors à 2 h 20 du matin. - Particularités : - La ligne a pour terminus Dugny - Place Valérie André du lundi au vendredi entre 6 h 10 et 9 h 30 puis de 15 h 10 à 19 h 10. En dehors de ces horaires, son terminus est fixé l'arrêt précédent : Place Casanova. - Les trois premiers services en direction de Porte des Lilas empruntent un itinéraire spécifique en passant par le chemin latéral du Chemin de fer puis par la rue du Cheval-Blanc et enfin par la rue Louis-Nadot pour rejoindre la rue Delizy. Sur cet itinéraire matinal, un arrêt nommé Cheval Blanc permet de desservir au plus près le Technicentre Est Européen. - Date de dernière mise à jour : 12 juin 2024. |                                                          |                                                          |                                                          |                                                               |                                                          |                                                          |                                                          |                                                          |
| 249   | Dernière actualisation : — |                                                          |                                                          |                                                          |                                                               |                                                          |                                                          |                                                          |                                                          |

### Lignes 250 à 259
| Ligne | Caractéristiques | Caractéristiques                                                                 | Caractéristiques                                                                 | Caractéristiques                                                                 | Caractéristiques                                                                 | Caractéristiques                                                                 | Caractéristiques                                                                 | Caractéristiques                                                                 | Caractéristiques                                                                 |
| 250   | Fort d'Aubervilliers ⥋ Gonesse - La Fontaine Cypière - ZI | Fort d'Aubervilliers ⥋ Gonesse - La Fontaine Cypière - ZI                        | Fort d'Aubervilliers ⥋ Gonesse - La Fontaine Cypière - ZI                        | Fort d'Aubervilliers ⥋ Gonesse - La Fontaine Cypière - ZI                        | Fort d'Aubervilliers ⥋ Gonesse - La Fontaine Cypière - ZI                        | Fort d'Aubervilliers ⥋ Gonesse - La Fontaine Cypière - ZI                        | Fort d'Aubervilliers ⥋ Gonesse - La Fontaine Cypière - ZI                        | Fort d'Aubervilliers ⥋ Gonesse - La Fontaine Cypière - ZI                        | Fort d'Aubervilliers ⥋ Gonesse - La Fontaine Cypière - ZI                        |
| ----- | --- | -------------------------------------------------------------------------------- | -------------------------------------------------------------------------------- | -------------------------------------------------------------------------------- | -------------------------------------------------------------------------------- | -------------------------------------------------------------------------------- | -------------------------------------------------------------------------------- | -------------------------------------------------------------------------------- | -------------------------------------------------------------------------------- |
| 250   | Ouverture / Fermeture 1er avril 1957 / — | Longueur 15 km                                                                   | Durée 45 min                                                                     | Nb. d’arrêts 29                                                                  | Matériel Lion's City                                                             | Jours de fonctionnement L, Ma, Me, J, V, S, D                                    | Jour / Soir / Nuit / Fêtes O / O / N / O                                         | Voy. / an 1,41 millions (2 021)                                                  | Centre-bus Saint-Denis - Gonesse                                                 |
| 250   | Desserte : - Villes et lieux desservis : Aubervilliers, La Courneuve, Saint-Denis, Stains, Garges-lès-Gonesse, Arnouville, Gonesse. - Stations et gares desservies : Fort d'Aubervilliers, La Courneuve - Aubervilliers, La Courneuve - Six Routes (T1) et Stains-La Cerisaie (T11) (depuis l'arrêt Louis Bordes), La Fontaine Cypierre - ZI (TCSP Barreau de Gonesse). |                                                                                  |                                                                                  |                                                                                  |                                                                                  |                                                                                  |                                                                                  |                                                                                  |                                                                                  |
| 250   | Autre : - Zones traversées : 2 à 4. - Arrêts non accessibles aux UFR : Fort d'Aubervilliers (terminus descente), Fort d'Aubervilliers-Danielle Casanova (terminus montée), Balzac, Verdun, Collège Pablo Picasso, Rond-Point du Christ, Laïcité et Berthelot dans les 2 sens, Danielle Casanova-Point Blanc, 6 Routes-Roger Salengro, Croix Blanche & Léon Blum vers Fort d'Aubervilliers, Le Globe vers Gonesse Fontaine Cypierre - ZI. - Amplitudes horaires : La ligne fonctionne du lundi au samedi de 4 h 50 à 22 h 20 environ et les dimanches et fêtes à partir de 6 h 40. - Date de dernière mise à jour : 23 juillet 2025. |                                                                                  |                                                                                  |                                                                                  |                                                                                  |                                                                                  |                                                                                  |                                                                                  |                                                                                  |
| 250   | Dernière actualisation : — |                                                                                  |                                                                                  |                                                                                  |                                                                                  |                                                                                  |                                                                                  |                                                                                  |                                                                                  |
| 251   | Bobigny - Benoît Frachon ↔ Bobigny - Pablo Picasso ⥋ Gare d'Aulnay-sous-Bois RER | Bobigny - Benoît Frachon ↔ Bobigny - Pablo Picasso ⥋ Gare d'Aulnay-sous-Bois RER | Bobigny - Benoît Frachon ↔ Bobigny - Pablo Picasso ⥋ Gare d'Aulnay-sous-Bois RER | Bobigny - Benoît Frachon ↔ Bobigny - Pablo Picasso ⥋ Gare d'Aulnay-sous-Bois RER | Bobigny - Benoît Frachon ↔ Bobigny - Pablo Picasso ⥋ Gare d'Aulnay-sous-Bois RER | Bobigny - Benoît Frachon ↔ Bobigny - Pablo Picasso ⥋ Gare d'Aulnay-sous-Bois RER | Bobigny - Benoît Frachon ↔ Bobigny - Pablo Picasso ⥋ Gare d'Aulnay-sous-Bois RER | Bobigny - Benoît Frachon ↔ Bobigny - Pablo Picasso ⥋ Gare d'Aulnay-sous-Bois RER | Bobigny - Benoît Frachon ↔ Bobigny - Pablo Picasso ⥋ Gare d'Aulnay-sous-Bois RER |
| 251   | Ouverture / Fermeture 21 décembre 1992 / — | Longueur —                                                                       | Durée 25-35 (10-15) min                                                          | Nb. d’arrêts 29                                                                  | Matériel Lion's City 12G Efficient Hybrid                                        | Jours de fonctionnement L, Ma, Me, J, V, S, D                                    | Jour / Soir / Nuit / Fêtes O / O / N / O                                         | Voy. / an 1,84 millions (2 021)                                                  | Centre-bus Les Pavillons                                                         |
| 251   | Desserte : - Villes et lieux desservis : Bobigny (Zone industrielle Benoît-Frachon, Bobigny, Centre commercial Bobigny 2, Mairie), Drancy (Marché, Lycée Eugène-Delacroix, Lycée Paul-le-Rolland), Le Blanc-Mesnil (Rond-Point Pierre Semard), Aulnay-sous-Bois (Marché). - Stations et gares desservies : Libération et Hôtel de Ville de Bobigny (T1), Bobigny - Pablo Picasso, Aulnay-sous-Bois. |                                                                                  |                                                                                  |                                                                                  |                                                                                  |                                                                                  |                                                                                  |                                                                                  |                                                                                  |
| 251   | Autre : - Zones traversées : 3 et 4. - Arrêts non accessibles aux UFR : Bobigny - Benoît Frachon, Rond-Point Pierre Sémard Paul Vaillant-Couturier. - Vers Bobigny - Benoît Frachon : Suffren, Pierre Montillet, La Sablière. - Vers Gare d'Aulnay-sous-Bois RER : Les Vignes, Maurice Thorez, Les Limites. - Amplitudes horaires : La ligne fonctionne du lundi au samedi de 4 h 45 à 22 h 50 environ et les dimanches et fêtes à partir de 6 h 30 environ. - Particularités : - Du lundi au vendredi (entre 5 h 35 et 9 h 40 puis entre 15 h 35 et 20 h), des navettes supplémentaires circulent entre Bobigny - Benoît Frachon et Bobigny - Pablo Picasso. - Le dimanche matin, la ligne est déviée à Drancy entre les arrêts Charles Gide et Place du 19-Mars-1962 pour cause de marché. - Date de dernière mise à jour : 15 juin 2024.                                                                                                 |                                                                                  |                                                                                  |                                                                                  |                                                                                  |                                                                                  |                                                                                  |                                                                                  |                                                                                  |
| 251   | Dernière actualisation : — |                                                                                  |                                                                                  |                                                                                  |                                                                                  |                                                                                  |                                                                                  |                                                                                  |                                                                                  |
| 252   | Porte de la Chapelle ⥋ Garges - Sarcelles RER | Porte de la Chapelle ⥋ Garges - Sarcelles RER                                    | Porte de la Chapelle ⥋ Garges - Sarcelles RER                                    | Porte de la Chapelle ⥋ Garges - Sarcelles RER                                    | Porte de la Chapelle ⥋ Garges - Sarcelles RER                                    | Porte de la Chapelle ⥋ Garges - Sarcelles RER                                    | Porte de la Chapelle ⥋ Garges - Sarcelles RER                                    | Porte de la Chapelle ⥋ Garges - Sarcelles RER                                    | Porte de la Chapelle ⥋ Garges - Sarcelles RER                                    |
| 252   | Ouverture / Fermeture 21 décembre 1992 / — | Longueur 11,6 km                                                                 | Durée 35 min                                                                     | Nb. d’arrêts 15                                                                  | Matériel Citelis 12                                                              | Jours de fonctionnement L, Ma, Me, J, V, S, D                                    | Jour / Soir / Nuit / Fêtes O / O / N / O                                         | Voy. / an 2,39 millions (2 021)                                                  | Centre-bus Aubervilliers                                                         |
| 252   | Desserte : - Villes et lieux desservis : Paris (18e arrondissement), Saint-Denis (Parc Georges-Valbon), Stains (Mairie, Commissariat), Garges-lès-Gonesse, Sarcelles. - Stations et gares desservies : Porte de la Chapelle, Garges - Sarcelles. |                                                                                  |                                                                                  |                                                                                  |                                                                                  |                                                                                  |                                                                                  |                                                                                  |                                                                                  |
| 252   | Autre : - Zones traversées : 2 à 4. - Arrêts non accessibles aux UFR : Porte de la Chapelle, Croix Blanche vers Porte de la Chapelle, Mairie de Stains vers Porte de la Chapelle, Les Parouzets et J-Baptiste Corot R. Lamartine vers Porte de la Chapelle, Le Globe vers Garges-Sarcelles, François Bégué. - Amplitudes horaires : La ligne fonctionne du lundi au samedi de 5 h à 22 h environ et les dimanches et fêtes à partir de 7 h 30 environ. - Date de dernière mise à jour : 31 janvier 2025. |                                                                                  |                                                                                  |                                                                                  |                                                                                  |                                                                                  |                                                                                  |                                                                                  |                                                                                  |
| 252   | Dernière actualisation : — |                                                                                  |                                                                                  |                                                                                  |                                                                                  |                                                                                  |                                                                                  |                                                                                  |                                                                                  |
| 253   | La Courneuve - Aubervilliers RER ⥋ Stains – Moulin Neuf | La Courneuve - Aubervilliers RER ⥋ Stains – Moulin Neuf                          | La Courneuve - Aubervilliers RER ⥋ Stains – Moulin Neuf                          | La Courneuve - Aubervilliers RER ⥋ Stains – Moulin Neuf                          | La Courneuve - Aubervilliers RER ⥋ Stains – Moulin Neuf                          | La Courneuve - Aubervilliers RER ⥋ Stains – Moulin Neuf                          | La Courneuve - Aubervilliers RER ⥋ Stains – Moulin Neuf                          | La Courneuve - Aubervilliers RER ⥋ Stains – Moulin Neuf                          | La Courneuve - Aubervilliers RER ⥋ Stains – Moulin Neuf                          |
| 253   | Ouverture / Fermeture 21 décembre 1992 / — | Longueur —                                                                       | Durée 50 min                                                                     | Nb. d’arrêts 32                                                                  | Matériel Lion's City                                                             | Jours de fonctionnement L, Ma, Me, J, V, S, D                                    | Jour / Soir / Nuit / Fêtes O / O / N / O                                         | Voy. / an 6,95 millions (2 022)                                                  | Centre-bus Saint-Denis - Gonesse                                                 |
| 253   | Desserte : - Villes et lieux desservis : La Courneuve, Saint-Denis (Complexe sportif du Franc-Moisin, Hôpital Danielle-Casanova, Théâtre Gérard-Philipe, Marché de Saint-Denis, Basilique Saint-Denis, Cimetière, Université Paris-VIII), Stains (Mairie, ZAC de la Cerisaie, Cité du Moulin Neuf). - Stations et gares desservies : La Courneuve - Aubervilliers, Saint-Denis - Porte de Paris, Pierre de Geyter (T8), Cimetière de Saint-Denis (T1), Saint-Denis - Université, Stains-La Cerisaie (T11). |                                                                                  |                                                                                  |                                                                                  |                                                                                  |                                                                                  |                                                                                  |                                                                                  |                                                                                  |
| 253   | Autre : - Zones traversées : 2 et 3. - Arrêts non accessibles aux UFR : Cimetière de Saint-Denis. - Amplitudes horaires : La ligne fonctionne du lundi au samedi de 5 h 10 à 1 h 20 du matin environ et les dimanches et fêtes à partir de 6 h 35. Les vendredis, samedis et veilles de fête, le service est prolongé d'une heure, se terminant alors à 2 h 20 du matin. - Depuis le 10 juillet 2023, la ligne ne traverse plus le centre-ville de Saint-Denis mais le contourne par l'Ouest. - Date de dernière mise à jour : 11 juin 2024. |                                                                                  |                                                                                  |                                                                                  |                                                                                  |                                                                                  |                                                                                  |                                                                                  |                                                                                  |
| 253   | Dernière actualisation : — |                                                                                  |                                                                                  |                                                                                  |                                                                                  |                                                                                  |                                                                                  |                                                                                  |                                                                                  |
| 254   | Gare d'Enghien-les-Bains ⥋ Gare de Saint-Denis RER | Gare d'Enghien-les-Bains ⥋ Gare de Saint-Denis RER                               | Gare d'Enghien-les-Bains ⥋ Gare de Saint-Denis RER                               | Gare d'Enghien-les-Bains ⥋ Gare de Saint-Denis RER                               | Gare d'Enghien-les-Bains ⥋ Gare de Saint-Denis RER                               | Gare d'Enghien-les-Bains ⥋ Gare de Saint-Denis RER                               | Gare d'Enghien-les-Bains ⥋ Gare de Saint-Denis RER                               | Gare d'Enghien-les-Bains ⥋ Gare de Saint-Denis RER                               | Gare d'Enghien-les-Bains ⥋ Gare de Saint-Denis RER                               |
| 254   | Ouverture / Fermeture 16 décembre 2014 / — | Longueur 7,4 km                                                                  | Durée 30 min                                                                     | Nb. d’arrêts 18                                                                  | Matériel Lion's City                                                             | Jours de fonctionnement L, Ma, Me, J, V, S, D                                    | Jour / Soir / Nuit / Fêtes O / O / N / O                                         | Voy. / an 1,88 millions (2 021)                                                  | Centre-bus Saint-Denis - Gonesse                                                 |
| 254   | Desserte : - Villes et lieux desservis : Enghien-les-Bains (Mairie, Casino), Épinay-sur-Seine (Clinique Giradin, Cygne d'Enghien, Cimetière) et Saint-Denis (Marché de la Briche, Canal Saint-Denis) - Stations et gares desservies : Enghien-les-Bains, Lacepède, Rose Bertin, Les Béatus et Saint-Denis - Gare (T8). |                                                                                  |                                                                                  |                                                                                  |                                                                                  |                                                                                  |                                                                                  |                                                                                  |                                                                                  |
| 254   | Autre : - Zones traversées : 3 et 4. - Arrêts non accessibles aux UFR : Place Fitzelin, Joffre De Lattre de Tassigny vers Enghien et Avenue de la Marne Commandant Louis Bouchet vers Saint Denis. - Amplitudes horaires : La ligne fonctionne du lundi au samedi de 5 h à 1 h 15 et les dimanches et fêtes à partir de 6 h 30. - Création de la ligne à la suite de la mise en service du T8 : Cette ligne de bus a été créée pour reprendre la majeure partie de l’itinéraire de la ligne 154. - Date de dernière mise à jour : 19 janvier 2023. |                                                                                  |                                                                                  |                                                                                  |                                                                                  |                                                                                  |                                                                                  |                                                                                  |                                                                                  |
| 254   | Dernière actualisation : — |                                                                                  |                                                                                  |                                                                                  |                                                                                  |                                                                                  |                                                                                  |                                                                                  |                                                                                  |
| 255   | Porte de Clignancourt ⥋ Stains - Les Prévoyants | Porte de Clignancourt ⥋ Stains - Les Prévoyants                                  | Porte de Clignancourt ⥋ Stains - Les Prévoyants                                  | Porte de Clignancourt ⥋ Stains - Les Prévoyants                                  | Porte de Clignancourt ⥋ Stains - Les Prévoyants                                  | Porte de Clignancourt ⥋ Stains - Les Prévoyants                                  | Porte de Clignancourt ⥋ Stains - Les Prévoyants                                  | Porte de Clignancourt ⥋ Stains - Les Prévoyants                                  | Porte de Clignancourt ⥋ Stains - Les Prévoyants                                  |
| 255   | Ouverture / Fermeture 21 décembre 1992 / — | Longueur 11,60 km                                                                | Durée 64 min                                                                     | Nb. d’arrêts 29                                                                  | Matériel Lion's City                                                             | Jours de fonctionnement L, Ma, Me, J, V, S, D                                    | Jour / Soir / Nuit / Fêtes O / O / N / O                                         | Voy. / an 6,98 millions (2 022)                                                  | Centre-bus Saint-Denis - Gonesse                                                 |
| 255   | Desserte : - Villes et lieux desservis : Paris, Saint-Ouen, Saint-Denis, Stains. - Stations et gares desservies : Porte de Clignancourt, Saint-Denis Pleyel, Carrefour Pleyel, Saint-Denis - Porte de Paris, Pierre de Geyter (T8) (depuis l'arrêt Square de Geyter), Saint-Denis (depuis l'arrêt Eglise-Théâtre Gérard Philipe), Théâtre Gérard Philipe (T1), Marché de Saint-Denis (tramway d'Île-de-France) (T1 et T5), Basilique de Saint-Denis (depuis l’arrêt Marché de Saint-Denis), Saint-Denis - Université. |                                                                                  |                                                                                  |                                                                                  |                                                                                  |                                                                                  |                                                                                  |                                                                                  |                                                                                  |
| 255   | Autre : - Zones traversées : 2 à 4. - Arrêts non accessibles aux UFR : Porte de Clignancourt, Michelet Docteur Bauer, Landy Ornano, Saint-Denis Pleyel vers Stains, François Bégué, Marché de Saint-Denis, Le Globe vers Stains, Mairie de Stains et Les Parouzets vers Porte de Clignancourt. - Amplitudes horaires : La ligne fonctionne du lundi au samedi de 4 h 45 à 1 h 40 du matin environ et les dimanches et fêtes à partir de 6 h 20 environ. Les vendredis, samedis et veilles de fête, le service est prolongé d'une heure, se terminant alors à 2 h 40 du matin. - Particularités : Du lundi au vendredi, aux heures de pointe de la semaine (de 7 h à 9 h puis de 16 h 45 à 19 h), la ligne est subdivisée en deux missions superposées : Porte de Clignancourt ↔ Mairie de Stains & Marché de Saint-Denis ↔ Stains - Les Prévoyants. - Date de dernière mise à jour : 27 juin 2024.                                          |                                                                                  |                                                                                  |                                                                                  |                                                                                  |                                                                                  |                                                                                  |                                                                                  |                                                                                  |
| 255   | Dernière actualisation : — |                                                                                  |                                                                                  |                                                                                  |                                                                                  |                                                                                  |                                                                                  |                                                                                  |                                                                                  |
| 256   | Gare d'Enghien-les-Bains ⥋ Saint-Denis - Université | Gare d'Enghien-les-Bains ⥋ Saint-Denis - Université                              | Gare d'Enghien-les-Bains ⥋ Saint-Denis - Université                              | Gare d'Enghien-les-Bains ⥋ Saint-Denis - Université                              | Gare d'Enghien-les-Bains ⥋ Saint-Denis - Université                              | Gare d'Enghien-les-Bains ⥋ Saint-Denis - Université                              | Gare d'Enghien-les-Bains ⥋ Saint-Denis - Université                              | Gare d'Enghien-les-Bains ⥋ Saint-Denis - Université                              | Gare d'Enghien-les-Bains ⥋ Saint-Denis - Université                              |
| 256   | Ouverture / Fermeture 30 juin 1952 / — | Longueur —                                                                       | Durée 45-50 min                                                                  | Nb. d’arrêts 23                                                                  | Matériel Lion's City                                                             | Jours de fonctionnement L, Ma, Me, J, V, S, D                                    | Jour / Soir / Nuit / Fêtes O / O / N / O                                         | Voy. / an 2,06 millions (2 021)                                                  | Centre-bus Saint-Denis - Gonesse                                                 |
| 256   | Desserte : - Villes et lieux desservies : Enghien-les-Bains (Lac d'Enghien, Mairie), Deuil-la-Barre (Place de la Barre, Marché des Mortefontaines, Église), Montmagny (Mairie), Villetaneuse (Église, Université Paris-XIII, Mairie, Collège Lucie Aubrac), Pierrefitte-sur-Seine (Suzanne Valadon), Saint-Denis (Guynemer, Université Paris-VIII) - Stations et gares desservies : Enghien-les-Bains, La Barre - Ormesson, Deuil - Montmagny, Villetaneuse-Université (T8 et T11), Pablo Neruda (T8), Suzanne Valadon et Guynemer (T5), Saint-Denis - Université. |                                                                                  |                                                                                  |                                                                                  |                                                                                  |                                                                                  |                                                                                  |                                                                                  |                                                                                  |
| 256   | Autre : - Zones traversées : 3 et 4. - Arrêts non accessibles aux UFR : Place de la Barre vers Gare d'Enghien-les-Bains, La Poste vers St-Denis-Université, Marché, Édouard Vaillant, Pablo Neruda & Gymnase Jesse Owens dans les 2 sens. - Amplitudes horaires : La ligne fonctionne du lundi au vendredi de 5 h 20 à 1 h 5 du matin environ, le samedi à partir de 5 h 25 et les dimanches et fêtes à partir de 6 h 40 environ. Les vendredis, samedis et veilles de fête, le service est prolongé d'une heure, se terminant alors à 2 h 5 du matin. - Date de dernière mise à jour : 11 juin 2024. |                                                                                  |                                                                                  |                                                                                  |                                                                                  |                                                                                  |                                                                                  |                                                                                  |                                                                                  |
| 256   | Dernière actualisation : — |                                                                                  |                                                                                  |                                                                                  |                                                                                  |                                                                                  |                                                                                  |                                                                                  |                                                                                  |
| 258   | Rueil-Malmaison - La Jonchère ⥋ La Défense | Rueil-Malmaison - La Jonchère ⥋ La Défense                                       | Rueil-Malmaison - La Jonchère ⥋ La Défense                                       | Rueil-Malmaison - La Jonchère ⥋ La Défense                                       | Rueil-Malmaison - La Jonchère ⥋ La Défense                                       | Rueil-Malmaison - La Jonchère ⥋ La Défense                                       | Rueil-Malmaison - La Jonchère ⥋ La Défense                                       | Rueil-Malmaison - La Jonchère ⥋ La Défense                                       | Rueil-Malmaison - La Jonchère ⥋ La Défense                                       |
| 258   | Ouverture / Fermeture 1er avril 1992 / — | Longueur 8,8 km                                                                  | Durée 30 min                                                                     | Nb. d’arrêts 22                                                                  | Matériel Urbanway 18 Hybride                                                     | Jours de fonctionnement L, Ma, Me, J, V, S, D                                    | Jour / Soir / Nuit / Fêtes O / O / N / O                                         | Voy. / an 5,94 millions (2 021)                                                  | Centre-bus Nanterre                                                              |
| 258   | Desserte : - Villes et lieux desservis : Puteaux (Centre d'affaires de La Défense, Arche de la Défense, Centre commercial Les Quatre Temps, Centre des nouvelles industries et technologies), Nanterre (Place de la Boule), Rueil-Malmaison (Château de Malmaison). - Gare desservie : La Défense. |                                                                                  |                                                                                  |                                                                                  |                                                                                  |                                                                                  |                                                                                  |                                                                                  |                                                                                  |
| 258   | Autre : - Zone traversée : 3. - Arrêts non accessibles aux UFR : École La Malmaison vers La Jonchère et Les Bergères - Marché. - Amplitudes horaires : La ligne fonctionne du lundi au samedi de 5 h 5 à 1 h 25 du matin environ et les dimanches et fêtes à partir de 5 h 45 environ. Les vendredis, samedis et veilles de fête, le service est prolongé d'une heure, se terminant alors à 2 h 20 du matin. - Particularités : Sur cette ligne, il existe plusieurs services partiels partant et aboutissant à La Défense : - La Défense ↔ Nanterre-La Boule : toute la journée du lundi au samedi ; - La Défense ↔ Rueil-Ville : aux heures de pointe et le dimanche. - Modification au 1er septembre 2016 : Depuis cette date, la ligne est limitée au tronçon Rueil-Malmaison — La Jonchère ↔ La Défense, le reste de la ligne ayant été repris par la ligne 259. - Date de dernière mise à jour : 22 mai 2022.                         |                                                                                  |                                                                                  |                                                                                  |                                                                                  |                                                                                  |                                                                                  |                                                                                  |                                                                                  |
| 258   | Dernière actualisation : — |                                                                                  |                                                                                  |                                                                                  |                                                                                  |                                                                                  |                                                                                  |                                                                                  |                                                                                  |
| 259   | Saint-Germain-en-Laye RER ⥋ Nanterre - Papeteries | Saint-Germain-en-Laye RER ⥋ Nanterre - Papeteries                                | Saint-Germain-en-Laye RER ⥋ Nanterre - Papeteries                                | Saint-Germain-en-Laye RER ⥋ Nanterre - Papeteries                                | Saint-Germain-en-Laye RER ⥋ Nanterre - Papeteries                                | Saint-Germain-en-Laye RER ⥋ Nanterre - Papeteries                                | Saint-Germain-en-Laye RER ⥋ Nanterre - Papeteries                                | Saint-Germain-en-Laye RER ⥋ Nanterre - Papeteries                                | Saint-Germain-en-Laye RER ⥋ Nanterre - Papeteries                                |
| 259   | Ouverture / Fermeture 1er septembre 2016 / — | Longueur —                                                                       | Durée —                                                                          | Nb. d’arrêts 42                                                                  | Matériel GX 337 GNV                                                              | Jours de fonctionnement L, Ma, Me, J, V, S, D                                    | Jour / Soir / Nuit / Fêtes O / O / N / O                                         | Voy. / an 3,46 millions (2 021)                                                  | Centre-bus Nanterre                                                              |
| 259   | Desserte : - Villes et lieux desservis : Nanterre (Préfecture des Hauts-de-Seine, Parc André-Malraux, Théâtre des Amandiers, Écoles, Place de la Boule), Rueil-Malmaison (Mairie), Château de Malmaison), Bougival (Musée Ivan-Tourgueniev), Louveciennes, Le Port-Marly, Le Pecq et Saint-Germain-en-Laye (Château). - Gares desservies : Saint-Germain-en-Laye, Nanterre-Préfecture, Nanterre-La Folie, Nanterre-Université. |                                                                                  |                                                                                  |                                                                                  |                                                                                  |                                                                                  |                                                                                  |                                                                                  |                                                                                  |
| 259   | Autre : - Zones traversées : 3 et 4. - Arrêts non accessibles aux UFR : Alexandre Bertrand, L’Ermitage, Val André, Jaurès, Bas Prunay, Pavillon Halévy, La Machine, La Passerelle vers Nanterre-Papeteries, École La Malmaison vers Saint-Germain-en-Laye RER, Place de la Boule - Joliot Curie, Carriers vers Nanterre - Papeteries, Les Champs Pierreux, Liberté vers Saint-Germain-en-Laye RER, Nanterre - Anatole France vers Nanterre - Papeteries, Nanterre - Papateries. - Amplitudes horaires : La ligne fonctionne du lundi au samedi de 5 h 30 à 1 h 30 du matin et les dimanches et fêtes à partir de 6 h 30 environ. Les vendredis, samedis et veilles de fête, le service est prolongé d'une heure, se terminant alors à 2 h 30 du matin. - Création au 1er septembre 2016 : La création de cette ligne a permis de reprendre une partie de l'itinéraire des lignes 163 et 258. - Date de dernière mise à jour : 11 juin 2024. |                                                                                  |                                                                                  |                                                                                  |                                                                                  |                                                                                  |                                                                                  |                                                                                  |                                                                                  |
| 259   | Dernière actualisation : — |                                                                                  |                                                                                  |                                                                                  |                                                                                  |                                                                                  |                                                                                  |                                                                                  |                                                                                  |

### Lignes 260 à 269
| Ligne | Caractéristiques | Caractéristiques | Caractéristiques | Caractéristiques | Caractéristiques | Caractéristiques | Caractéristiques | Caractéristiques | Caractéristiques |
| 260   | Boulogne - Gambetta ⥋ Suzanne Lenglen | Boulogne - Gambetta ⥋ Suzanne Lenglen                                                                                | Boulogne - Gambetta ⥋ Suzanne Lenglen                                                                                | Boulogne - Gambetta ⥋ Suzanne Lenglen                                                                                | Boulogne - Gambetta ⥋ Suzanne Lenglen                                                                                | Boulogne - Gambetta ⥋ Suzanne Lenglen                                                                                | Boulogne - Gambetta ⥋ Suzanne Lenglen                                                                                | Boulogne - Gambetta ⥋ Suzanne Lenglen                                                                                | Boulogne - Gambetta ⥋ Suzanne Lenglen                                                                                |
| ----- | --- | --- | --- | --- | --- | --- | --- | --- | --- |
| 260   | Ouverture / Fermeture 4 décembre 2017 / — | Longueur 7 km | Durée 35 à 40 min | Nb. d’arrêts 22 | Matériel Urbanway 12 Hybride                                                                                         | Jours de fonctionnement L, Ma, Me, J, V, S, D                                                                        | Jour / Soir / Nuit / Fêtes O / O / N / O                                                                             | Voy. / an 0,93 millions (2 021)                                                                                      | Centre-bus Croix-Nivert                                                                                              |
| 260   | Desserte : - Villes et lieux desservis : Boulogne-Billancourt (Pont de Saint-Cloud, Musée Albert-Kahn, Lycée E-J.Marey, Cours de l'Île Seguin, Parc de Billancourt), Issy-les-Moulineaux (Île Saint-Germain) et Paris (Stade Roland-Garros, Héliport de Paris - Issy-les-Moulineaux, Complexe de loisirs Aquaboulevard, Porte de Sèvres). - Stations et gares desservies : Boulogne - Pont de Saint-Cloud (M 10), Les Moulineaux (T2), Jacques-Henri Lartigue (T2, depuis l'arrêt Passerelle de l'Europe), Issy-Val de Seine (RER C et T2), Henri Farman (T2, depuis l'arrêt Rue Henri Farman), Suzanne Lenglen (T2) | | | | | | | | |
| 260   | Autre : - Zones traversées : 1 et 2 - Arrêts non accessibles aux UFR : Rhin et Danube vers Suzanne Lenglen. - Amplitudes horaires : La ligne fonctionne du lundi au samedi de 6 h à 0 h 15 environ et les dimanches et fêtes à partir de 7 h. - Date de dernière mise à jour : 6 mars 2025. | | | | | | | | |
| 260   | Dernière actualisation : — | | | | | | | | |
| 261   | Gare de Franconville ⥋ Villeneuve-la-Garenne - Bongarde | Gare de Franconville ⥋ Villeneuve-la-Garenne - Bongarde                                                              | Gare de Franconville ⥋ Villeneuve-la-Garenne - Bongarde                                                              | Gare de Franconville ⥋ Villeneuve-la-Garenne - Bongarde                                                              | Gare de Franconville ⥋ Villeneuve-la-Garenne - Bongarde                                                              | Gare de Franconville ⥋ Villeneuve-la-Garenne - Bongarde                                                              | Gare de Franconville ⥋ Villeneuve-la-Garenne - Bongarde                                                              | Gare de Franconville ⥋ Villeneuve-la-Garenne - Bongarde                                                              | Gare de Franconville ⥋ Villeneuve-la-Garenne - Bongarde                                                              |
| 261   | Ouverture / Fermeture 23 mai 1998 / — | Longueur 16,4 km | Durée 50 min | Nb. d’arrêts 33 | Matériel Lion's City                                                                                                 | Jours de fonctionnement L, Ma, Me, J, V, S, D                                                                        | Jour / Soir / Nuit / Fêtes O / O / N / O                                                                             | Voy. / an 1,36 millions (2 021)                                                                                      | Centre-bus Saint-Denis - Gonesse                                                                                     |
| 261   | Desserte : - Villes et lieux desservis : Franconville (Gare, Église), Sannois (Mairie, Épinay-sur-Seine (Cité d'Orgemont), Gennevilliers, Villeneuve-la-Garenne (Zone industrielle Nord, Parc départemental des Chanteraines, Piscine, Cimetière, Zone d'activités commerciales de La Bongarde). - Stations et gares desservies : Franconville - Le Plessis-Bouchard, Sannois, Saint-Gratien, La Noue (T1). | | | | | | | | |
| 261   | Autre : - Zones traversées : 3 et 4. - Arrêts non accessibles aux UFR : Église de Franconville, Gare de Sannois vers Villeneuve, Saint-Gratien RER arrêt départ, Longue Bertrane, Henri Colin. - Amplitudes horaires : La ligne fonctionne du lundi au samedi de 4 h 55 à 23 h 10 environ et les dimanches et fêtes à partir de 7 h. - Particularités : Du lundi au vendredi, aux heures creuses et en soirée ainsi que le samedi de 12 h 30 à la fin de service, un bus sur deux assure un service partiel entre Bongarde et Saint-Gratien RER, cadençant ainsi la fréquence à raison d'un bus toutes les 15 minutes sur ce tronçon. - Date de dernière mise à jour : 27 juin 2024. | | | | | | | | |
| 261   | Dernière actualisation : — | | | | | | | | |
| 263   | Nanterre - Place de la Boule-Joffre ⥋ Suresnes - Pasteur-Val d'Or | Nanterre - Place de la Boule-Joffre ⥋ Suresnes - Pasteur-Val d'Or                                                    | Nanterre - Place de la Boule-Joffre ⥋ Suresnes - Pasteur-Val d'Or                                                    | Nanterre - Place de la Boule-Joffre ⥋ Suresnes - Pasteur-Val d'Or                                                    | Nanterre - Place de la Boule-Joffre ⥋ Suresnes - Pasteur-Val d'Or                                                    | Nanterre - Place de la Boule-Joffre ⥋ Suresnes - Pasteur-Val d'Or                                                    | Nanterre - Place de la Boule-Joffre ⥋ Suresnes - Pasteur-Val d'Or                                                    | Nanterre - Place de la Boule-Joffre ⥋ Suresnes - Pasteur-Val d'Or                                                    | Nanterre - Place de la Boule-Joffre ⥋ Suresnes - Pasteur-Val d'Or                                                    |
| 263   | Ouverture / Fermeture 2 mars 2020 / — | Longueur — | Durée 32-33 min | Nb. d’arrêts 26 | Matériel GX 137 Cytios 4/23 Cytios 3/23                                                                              | Jours de fonctionnement L, Ma, Me, J, V, S                                                                           | Jour / Soir / Nuit / Fêtes O / N / N / N                                                                             | Voy. / an 0,19 millions (2 021)                                                                                      | Centre-bus Nanterre                                                                                                  |
| 263   | Desserte : - Villes et lieux desservis : Nanterre (Place de la Boule, École Jules-Ferry), Rueil-Malmaison (Plateau du mont Valérien, Écoles Robespierre), Suresnes (Parc départemental du Mont-Valérien, Parc des Landes, Forteresse du Mont-Valérien, Cimetière américain, Hôpital Foch, Mairie). - Stations et gares desservies : Suresnes-Mont-Valérien, Suresnes - Longchamp (T2). | | | | | | | | |
| 263   | Autre : - Zone traversée : 3. - Arrêts non accessibles aux UFR : Ecole Jules Ferry, Docteur Charcot, Fabre d'Eglantine vers Nanterre, Voltaire, Les Gordades et La Paix vers Suresnes, Place du 8 Mai 1945, Mont Valérien vers Suresnes, Rue du Passage Saint Maurice, Cluseret - Hêpital Foch vers Nanterre, Worth, Hôpital Foch, Mairie de Suresnes vers Nanterre, Pasteur - Val d'Or (terminus) - Amplitudes horaires : La ligne fonctionne du lundi au samedi de 7 h 0 à 20 h 4. - Date de dernière mise à jour : 23 juillet 2025. | | | | | | | | |
| 263   | Dernière actualisation : — | | | | | | | | |
| 268   | Saint-Denis - Université ⥋ Villiers-le-Bel - Gonesse - Arnouville RER | Saint-Denis - Université ⥋ Villiers-le-Bel - Gonesse - Arnouville RER                                                | Saint-Denis - Université ⥋ Villiers-le-Bel - Gonesse - Arnouville RER                                                | Saint-Denis - Université ⥋ Villiers-le-Bel - Gonesse - Arnouville RER                                                | Saint-Denis - Université ⥋ Villiers-le-Bel - Gonesse - Arnouville RER                                                | Saint-Denis - Université ⥋ Villiers-le-Bel - Gonesse - Arnouville RER                                                | Saint-Denis - Université ⥋ Villiers-le-Bel - Gonesse - Arnouville RER                                                | Saint-Denis - Université ⥋ Villiers-le-Bel - Gonesse - Arnouville RER                                                | Saint-Denis - Université ⥋ Villiers-le-Bel - Gonesse - Arnouville RER                                                |
| 268   | Ouverture / Fermeture 1er octobre 1949 / — | Longueur 13,50 km | Durée 64-80 min | Nb. d’arrêts 36 | Matériel Lion's City                                                                                                 | Jours de fonctionnement L, Ma, Me, J, V, S, D                                                                        | Jour / Soir / Nuit / Fêtes O / O / N / O                                                                             | Voy. / an 7,56 millions (2 022)                                                                                      | Centre-bus Saint-Denis - Gonesse                                                                                     |
| 268   | Desserte : - Villes et lieux desservis : Saint-Denis (Université Paris-VIII), Pierrefitte-sur-Seine (Archives nationales), Stains (Lycée Maurice-Utrillo, Clinique de l'Estrée), Pierrefitte-sur-Seine (gare de Pierrefitte - Stains, Mairie), Sarcelles (Centre commercial My Place, Sous-préfecture du Val-d'Oise, Lycée Saint-Rosaire, Mairie, Cimetière), Villiers-le-Bel (Mairie, Parc des sports, Hôpital), Gonesse. - Stations et gares desservies : Saint-Denis - Université, Pierrefitte - Stains (RER D et T11), Les Cholettes (T5), Villiers-le-Bel - Gonesse - Arnouville. | | | | | | | | |
| 268   | Autre : - Zones traversées : 3 et 4. - Arrêts non accessibles aux UFR : Gare de Pierrefitte - Stains - Pasteur (vers Saint-Denis - Université), Étienne Dolet - Pasteur, Les Cholettes, Les Poiriers, Chantepie, Mairie de Sarcelles (vers Villiers-le-Bel - Gonesse - Arnouville RER), Espérance - Julien Boursier (vers Villiers-le-Bel - Gonesse - Arnouville RER), Église de Villiers-le-Bel (vers Saint-Denis - Université), Louis Perrein (vers Saint-Denis - Université). - Amplitudes horaires : La ligne fonctionne du lundi au vendredi de 4 h 30 à 2 h 15 du matin environ, le samedi à partir de 5 h et les dimanches et fêtes à partir de 6 h 30 environ. Les vendredis, samedis et veilles de fête, le service est prolongé d'un peu plus d'heure, se terminant alors à 3 h 15 du matin. - Particularités : Du lundi au samedi, la ligne fonctionne en juxtaposant des courses longues, parcourant l'itinéraire complet, et des courses partielles entre Gare de Pierrefitte-Stains RER et Villiers-le-Bel - Gonesse - Arnouville RER, ce qui donne une fréquence d'un bus toutes les six minutes, en moyenne sur ce tronçon. Des missions supplémentaires entre Église de Villiers-le-Bel et Villiers-le-Bel - Gonesse - Arnouville RER sont ajoutées les samedis entre 6 h 30 et 13 h 10 environ. - Date de dernière mise à jour : 20 juin 2023. | | | | | | | | |
| 268   | Dernière actualisation : — | | | | | | | | |
| 269   | Garges - Sarcelles RER ⥋ Ézanville - Les Bourguignons / Rû de Vaux (Hôtel de Ville d'Attainville du lundi au samedi) | Garges - Sarcelles RER ⥋ Ézanville - Les Bourguignons / Rû de Vaux (Hôtel de Ville d'Attainville du lundi au samedi) | Garges - Sarcelles RER ⥋ Ézanville - Les Bourguignons / Rû de Vaux (Hôtel de Ville d'Attainville du lundi au samedi) | Garges - Sarcelles RER ⥋ Ézanville - Les Bourguignons / Rû de Vaux (Hôtel de Ville d'Attainville du lundi au samedi) | Garges - Sarcelles RER ⥋ Ézanville - Les Bourguignons / Rû de Vaux (Hôtel de Ville d'Attainville du lundi au samedi) | Garges - Sarcelles RER ⥋ Ézanville - Les Bourguignons / Rû de Vaux (Hôtel de Ville d'Attainville du lundi au samedi) | Garges - Sarcelles RER ⥋ Ézanville - Les Bourguignons / Rû de Vaux (Hôtel de Ville d'Attainville du lundi au samedi) | Garges - Sarcelles RER ⥋ Ézanville - Les Bourguignons / Rû de Vaux (Hôtel de Ville d'Attainville du lundi au samedi) | Garges - Sarcelles RER ⥋ Ézanville - Les Bourguignons / Rû de Vaux (Hôtel de Ville d'Attainville du lundi au samedi) |
| 269   | Ouverture / Fermeture 30 janvier 1995 / — | Longueur 13,78 km | Durée 45 min | Nb. d’arrêts 28 | Matériel Lion's City                                                                                                 | Jours de fonctionnement L, Ma, Me, J, V, S, D                                                                        | Jour / Soir / Nuit / Fêtes O / O / N / O                                                                             | Voy. / an 1,32 millions (2 021)                                                                                      | Centre-bus Saint-Denis - Gonesse                                                                                     |
| 269   | Desserte : - Villes et lieux desservis : Garges-lès-Gonesse, Sarcelles (Lycée de la Tourelle, Lycée Jean-Jacques Rousseau, Cimetière), Villiers-le-Bel, Écouen, Ézanville, Domont, Moisselles, Attainville. - Gares desservies : Garges - Sarcelles, Écouen - Ézanville. | | | | | | | | |
| 269   | Autre : - Zone traversée : 4. - Arrêts non accessibles aux UFR : Tous. - Amplitudes horaires : La ligne fonctionne du lundi au samedi de 4 h 45 à 22 h 25 et les dimanches et fêtes à partir de 7 h 20 environ. - Particularités : - La ligne est exploitée en commun avec la ligne 370. - Du lundi au samedi, en début et en fin de service ainsi que les dimanches et jours fériés toute la journée, la ligne est exploitée uniquement en service partiel entre Garges-Sarcelles RER et Ézanville - Les Bourguignons (terminus) / Ézanville - Rû de Vaux (origine). La ligne est la ligne RATP la plus éloignée de Paris. - Date de dernière mise à jour : 6 février 2025. | | | | | | | | |
| 269   | Dernière actualisation : — | | | | | | | | |

### Lignes 270 à 279
| Ligne | Caractéristiques | Caractéristiques                                       | Caractéristiques                                       | Caractéristiques                                       | Caractéristiques                                       | Caractéristiques                                       | Caractéristiques                                       | Caractéristiques                                       | Caractéristiques                                       |
| 270   | Villiers-le-Bel RER ⥋ Stains-La Cerisaie | Villiers-le-Bel RER ⥋ Stains-La Cerisaie               | Villiers-le-Bel RER ⥋ Stains-La Cerisaie               | Villiers-le-Bel RER ⥋ Stains-La Cerisaie               | Villiers-le-Bel RER ⥋ Stains-La Cerisaie               | Villiers-le-Bel RER ⥋ Stains-La Cerisaie               | Villiers-le-Bel RER ⥋ Stains-La Cerisaie               | Villiers-le-Bel RER ⥋ Stains-La Cerisaie               | Villiers-le-Bel RER ⥋ Stains-La Cerisaie               |
| ----- | --- | ------------------------------------------------------ | ------------------------------------------------------ | ------------------------------------------------------ | ------------------------------------------------------ | ------------------------------------------------------ | ------------------------------------------------------ | ------------------------------------------------------ | ------------------------------------------------------ |
| 270   | Ouverture / Fermeture 30 janvier 1995 / — | Longueur —                                             | Durée 40 min                                           | Nb. d’arrêts 32                                        | Matériel Lion's City Crossway LE (scolaires)           | Jours de fonctionnement L, Ma, Me, J, V, S, D          | Jour / Soir / Nuit / Fêtes O / O / N / O               | Voy. / an 2,96 millions (2 022)                        | Centre-bus Saint-Denis - Gonesse                       |
| 270   | Desserte : - Villes et lieux desservis : Villiers-le-Bel (Les Carreaux, Collège Saint-Exupéry, Place de la Tolinette), Sarcelles (Parc Industriel, Haut du Roy, Gare), Garges-lès-Gonesse (Église Sainte-Geneviève, Hôtel de Ville, Maternelle Eiffel, Collège Henri Wallon, ZI Les Doucettes, ZA L'Argentière, Place du 19 Mars 1962) et Stains. - Gares desservies : Villiers-le-Bel - Gonesse - Arnouville, Garges - Sarcelles, Stains-La Cerisaie (T11). |                                                        |                                                        |                                                        |                                                        |                                                        |                                                        |                                                        |                                                        |
| 270   | Autre : - Zone traversée : 4. - Arrêts non accessibles aux UFR : Louis Perrein, École Jean Jaurès et Jean Moulin vers Stains-La Cerisaie, Garges-Sarcelles RER lors de la descente au terminus partiel ou vers Pl. du 19 mars 1962 / Stains-La Cerisaie, Morillons Varlin vers Pl. du 19 mars 1962 / Stains-La Cerisaie, Pl. du 19 mars 1962 (descente), Jean Bullant vers Villiers-le Bel - RER. - Amplitudes horaires : La ligne fonctionne du lundi au samedi de 4 h 50 à 22 h 30 environ et les dimanches et fêtes de 7 h à 20 h 30 environ. - Particularités : - Un service de soirée est assuré du lundi au samedi jusqu'à 22 h 30 et le dimanche jusqu'à 20 h 30, avec un renfort des fréquences le samedi. - La desserte de la place du 19 Mars 1962 à Garges-lès-Gonesse est assurée à des heures spécifiques du lundi au samedi,. - Date de dernière mise à jour : 12 juillet 2022. |                                                        |                                                        |                                                        |                                                        |                                                        |                                                        |                                                        |                                                        |
| 270   | Dernière actualisation : — |                                                        |                                                        |                                                        |                                                        |                                                        |                                                        |                                                        |                                                        |
| 272   | Sartrouville RER ⥋ Gare d'Argenteuil | Sartrouville RER ⥋ Gare d'Argenteuil                   | Sartrouville RER ⥋ Gare d'Argenteuil                   | Sartrouville RER ⥋ Gare d'Argenteuil                   | Sartrouville RER ⥋ Gare d'Argenteuil                   | Sartrouville RER ⥋ Gare d'Argenteuil                   | Sartrouville RER ⥋ Gare d'Argenteuil                   | Sartrouville RER ⥋ Gare d'Argenteuil                   | Sartrouville RER ⥋ Gare d'Argenteuil                   |
| 272   | Ouverture / Fermeture 26 novembre 1945, / — | Longueur —                                             | Durée 60 min                                           | Nb. d’arrêts 38                                        | Matériel Citywide LFA GNV                              | Jours de fonctionnement L, Ma, Me, J, V, S, D          | Jour / Soir / Nuit / Fêtes O / O / N / O               | Voy. / an 5,78 millions (2 022)                        | Centre-bus Nanterre                                    |
| 272   | Desserte : - Villes et lieux desservis : Sartrouville (Gare, Cité des Indes), Bezons (Mairie, Lycée, Pont de Bezons) et Argenteuil (Hôpital, Marché, Mairie, Gare). - Stations et gares desservies : Sartrouville, Pont de Bezons (T2), Argenteuil. |                                                        |                                                        |                                                        |                                                        |                                                        |                                                        |                                                        |                                                        |
| 272   | Autre : - Zone traversée : 4. - Arrêts non accessibles aux UFR : Poste vers Sartrouville RER, Stalingrad, Voltaire vers Gare d'Argenteuil, Edouard Vaillant, Église vers Gare d'Argenteuil, Picardie vers Sartrouville RER, Bourquelot vers Gare d'Argenteuil, Cité des Indes, Romain Rolland vers Sartrouville RER, Condorcet vers Sartrouville RER, La Grace de Dieu. - Amplitudes horaires : La ligne fonctionne du lundi au samedi de 5 h 10 à 1 h 20 du matin et les dimanches et fêtes à partir de 6 h 10. Les vendredis, samedis et veilles de fête, le service est prolongé, se terminant alors à 2 h du matin. - Particularités : - La ligne est déviée le dimanche matin entre Hôtel de ville d'Argenteuil et Gare d'Argenteuil, desservant en plus les arrêts Paul Vaillant-Couturier, Borderel et Labrière et ne desservant pas l'arrêt Léon Feix. - De nuit, l'itinéraire Pont de Bezons - Sartrouville RER est repris par la ligne Noctilien N24 poursuivant son trajet jusqu'à Châtelet. - Date de dernière mise à jour : 23 juillet 2024. |                                                        |                                                        |                                                        |                                                        |                                                        |                                                        |                                                        |                                                        |
| 272   | Dernière actualisation : — |                                                        |                                                        |                                                        |                                                        |                                                        |                                                        |                                                        |                                                        |
| 274   | Porte de Ternes-Anny Flore ⥋ Saint-Denis RER | Porte de Ternes-Anny Flore ⥋ Saint-Denis RER           | Porte de Ternes-Anny Flore ⥋ Saint-Denis RER           | Porte de Ternes-Anny Flore ⥋ Saint-Denis RER           | Porte de Ternes-Anny Flore ⥋ Saint-Denis RER           | Porte de Ternes-Anny Flore ⥋ Saint-Denis RER           | Porte de Ternes-Anny Flore ⥋ Saint-Denis RER           | Porte de Ternes-Anny Flore ⥋ Saint-Denis RER           | Porte de Ternes-Anny Flore ⥋ Saint-Denis RER           |
| 274   | Ouverture / Fermeture 6 octobre 2008 / — | Longueur 13,24 km                                      | Durée 64 min                                           | Nb. d’arrêts 38                                        | Matériel Citelis 12 GX 337 ELEC                        | Jours de fonctionnement L, Ma, Me, J, V, S, D          | Jour / Soir / Nuit / Fêtes O / O / N / O               | Voy. / an 4,97 millions (2 022)                        | Centre-bus Pleyel                                      |
| 274   | Desserte : - Villes et lieux desservis : Paris (Palais des Congrès, Porte des Ternes), Neuilly-sur-Seine (Hôpital américain de Paris), Levallois-Perret (Parc de la Planchette), Clichy (Parc des Impressionnistes, Mairie, Hôpital Beaujon), Saint-Ouen (Conseil régional d'Île-de-France, Mairie), Saint-Denis (Tour Pleyel). - Stations et gares desservies : Porte Maillot (depuis l’arrêt Porte des Ternes-Anny Flore), Anny Flore (T3b), Pont de Levallois - Bécon (depuis l’arrêt Parc Mathilde Girault), Clichy - Levallois (depuis l'arrêt Collange), Mairie de Clichy, Saint-Ouen, Mairie de Saint-Ouen, Carrefour Pleyel, Saint-Denis. |                                                        |                                                        |                                                        |                                                        |                                                        |                                                        |                                                        |                                                        |
| 274   | Autre : - Zones traversées : 1, 2 et 3. - Arrêts non accessibles aux UFR : Victor Hugo - Parmentier, Victor Hugo - Bineau, Résidence Greffulhe, Rue du Port, Victor Hugo - Sanzillon. - Vers Porte de Ternes-Anny Flore : Saint-Ouen RER, Capitaine Glarner, Les Bateliers, Mairie de Saint-Ouen - République, Mairie de Saint-Ouen - Jaurès, Landy - Jaurès. - Vers Saint-Denis RER : Hôpital Américain, Rue Petit, Georges Boisseau. - Amplitudes horaires : La ligne fonctionne du lundi au samedi de 5 h 5 à 23 h 15, et les dimanches et fêtes à partir de 6 h 30. - Particularités : Tous les soirs, les derniers départs assurant une mission complète ont lieu à 22 h 30. Les trois derniers départs de Saint-Denis RER sont des services partiels aboutissant à Carrefour Pleyel. - Date de dernière mise à jour : 27 juin 2024. |                                                        |                                                        |                                                        |                                                        |                                                        |                                                        |                                                        |                                                        |
| 274   | Dernière actualisation : — |                                                        |                                                        |                                                        |                                                        |                                                        |                                                        |                                                        |                                                        |
| 275   | La Défense ⥋ Pont de Levallois | La Défense ⥋ Pont de Levallois                         | La Défense ⥋ Pont de Levallois                         | La Défense ⥋ Pont de Levallois                         | La Défense ⥋ Pont de Levallois                         | La Défense ⥋ Pont de Levallois                         | La Défense ⥋ Pont de Levallois                         | La Défense ⥋ Pont de Levallois                         | La Défense ⥋ Pont de Levallois                         |
| 275   | Ouverture / Fermeture 1er avril 1992 / — | Longueur 3,94 km                                       | Durée 20-30 min                                        | Nb. d’arrêts 13                                        | Matériel Urbanway 18 Hybride                           | Jours de fonctionnement L, Ma, Me, J, V, S, D          | Jour / Soir / Nuit / Fêtes O / O / N / O               | Voy. / an 5,24 millions (2 022)                        | Centre-bus Nanterre                                    |
| 275   | Desserte : - Villes et lieux desservis : Courbevoie (Centre d'affaires de La Défense, Arche de la Défense, Centre commercial Les Quatre Temps, Centre des nouvelles industries et technologies, Marché, Mairie, Église Saint-Pierre-Saint-Paul, Lycée Paul-Lapie, Stade municipal, Conservatoire municipal, Patinoire, Piscine municipale), Levallois-Perret. - Stations et gares desservies : La Défense, Bécon-les-Bruyères (depuis l’arrêt Place de Belgique), Pont de Levallois - Bécon. |                                                        |                                                        |                                                        |                                                        |                                                        |                                                        |                                                        |                                                        |
| 275   | Autre : - Zones traversées : 2 et 3. - Arrêts non accessibles aux UFR : Paix - Verdun vers Pont de Levallois, Pompidou. - Amplitudes horaires : La ligne fonctionne du lundi au samedi de 5 h 40 à 1 h 35 du matin environ et les dimanches et fêtes à partir de 7 h environ. Les vendredis, samedis et veilles de fête, le service est prolongé d'un peu plus d'heure, se terminant alors à 2 h 35 du matin environ. - Date de dernière mise à jour : 31 janvier 2025. |                                                        |                                                        |                                                        |                                                        |                                                        |                                                        |                                                        |                                                        |
| 275   | Dernière actualisation : — |                                                        |                                                        |                                                        |                                                        |                                                        |                                                        |                                                        |                                                        |
| 276   | La Défense ⥋ Asnières - Gennevilliers - Les Courtilles | La Défense ⥋ Asnières - Gennevilliers - Les Courtilles | La Défense ⥋ Asnières - Gennevilliers - Les Courtilles | La Défense ⥋ Asnières - Gennevilliers - Les Courtilles | La Défense ⥋ Asnières - Gennevilliers - Les Courtilles | La Défense ⥋ Asnières - Gennevilliers - Les Courtilles | La Défense ⥋ Asnières - Gennevilliers - Les Courtilles | La Défense ⥋ Asnières - Gennevilliers - Les Courtilles | La Défense ⥋ Asnières - Gennevilliers - Les Courtilles |
| 276   | Ouverture / Fermeture 3 septembre 2001 / — | Longueur —                                             | Durée 40-50 min                                        | Nb. d’arrêts 25                                        | Matériel Citelis 12                                    | Jours de fonctionnement L, Ma, Me, J, V                | Jour / Soir / Nuit / Fêtes O / O / N / N               | Voy. / an 0,77 millions (2 021)                        | Centre-bus Charlebourg                                 |
| 276   | Desserte : - Villes et lieux desservis : Puteaux (Centre d'affaires de La Défense, Arche de la Défense, Centre commercial Les Quatre Temps, Centre des nouvelles industries et technologies), Nanterre (Préfecture des Hauts-de-Seine, Université Paris-X), Colombes (Église Saint-Pierre-Saint-Paul de Colombes..), Asnières-sur-Seine, Gennevilliers (Port de Gennevilliers). - Stations et gares desservies : La Défense, Nanterre-Préfecture, Nanterre-La Folie, Nanterre-Université, Jacqueline Auriol (T2), Victor Basch (T2), Les Courtilles. |                                                        |                                                        |                                                        |                                                        |                                                        |                                                        |                                                        |                                                        |
| 276   | Autre : - Zone traversée : 3. - Arrêts non accessibles aux UFR : Les Bouvets, Les Terrasses, Nanterre-Université RER, Nanterre - Université RER - Gascogne, Université Paris 10, Noël Pons. - Amplitudes horaires : La ligne fonctionne uniquement du lundi au vendredi de 6 h 20 à 23 h 10 environ. - Particularités : Depuis le 3 Janvier 2017, la ligne n'emprunte plus l'autoroute A86 mais dessert Nanterre, Courbevoie, Colombes et La Garenne-Colombes avant de reprendre son ancien itinéraire à partir de l'arrêt "Direction du Port". - Date de dernière mise à jour : 23 juillet 2025. |                                                        |                                                        |                                                        |                                                        |                                                        |                                                        |                                                        |                                                        |
| 276   | Dernière actualisation : — |                                                        |                                                        |                                                        |                                                        |                                                        |                                                        |                                                        |                                                        |
| 277   | Nanterre - Anatole France ⥋ Asnières - Bords de Seine | Nanterre - Anatole France ⥋ Asnières - Bords de Seine  | Nanterre - Anatole France ⥋ Asnières - Bords de Seine  | Nanterre - Anatole France ⥋ Asnières - Bords de Seine  | Nanterre - Anatole France ⥋ Asnières - Bords de Seine  | Nanterre - Anatole France ⥋ Asnières - Bords de Seine  | Nanterre - Anatole France ⥋ Asnières - Bords de Seine  | Nanterre - Anatole France ⥋ Asnières - Bords de Seine  | Nanterre - Anatole France ⥋ Asnières - Bords de Seine  |
| 277   | Ouverture / Fermeture 3 mars 2025 / — | Longueur —                                             | Durée 50-60 min                                        | Nb. d’arrêts 36                                        | Matériel Citelis Line Urbanway 12 Hybride              | Jours de fonctionnement L, Ma, Me, J, V, S, D          | Jour / Soir / Nuit / Fêtes O / O / N / O               | Voy. / an —                                            | Centre Bus Nanterre                                    |
| 277   | Desserte : - Villes et lieux desservis : Nanterre (Université Paris-X), La Garenne-Colombes, Courbevoie (Parc d'Activités Défense-Ouest,Mairie, Parc de Bécon), Asnières-sur-Seine (Place Voltaire, Pont de Gennevilliers, Tour d'Asnières,Marché des Grésillons), Gennevilliers, Clichy (Berges de Seine). - Gares et stations desservies : Nanterre-Université, Nanterre-La Folie, Courbevoie, Asnières-sur-Seine, Asnières - Gennevilliers - Gabriel Péri, Les Grésillons. |                                                        |                                                        |                                                        |                                                        |                                                        |                                                        |                                                        |                                                        |
| 277   | Autre : - Amplitudes Horaires : La ligne fonctionne du lundi au samedi de 5 h 10 à 23 h 30 et le dimanche à partir de 6 h 30. - Histoire : La ligne a été créée le 3 mars 2025 pour reprendre l'itinéraire du 175 après la mairie de Courbevoie afin d'avoir de meilleures fréquences et d'assurer une desserte du quartier des Bords de Seine tous les jours toute la journée. - Date de dernière mise à jour : 6 mars 2025. |                                                        |                                                        |                                                        |                                                        |                                                        |                                                        |                                                        |                                                        |
| 277   | Dernière actualisation : — |                                                        |                                                        |                                                        |                                                        |                                                        |                                                        |                                                        |                                                        |
| 278   | La Défense ⥋ Bois-Colombes - Les Bruyères | La Défense ⥋ Bois-Colombes - Les Bruyères              | La Défense ⥋ Bois-Colombes - Les Bruyères              | La Défense ⥋ Bois-Colombes - Les Bruyères              | La Défense ⥋ Bois-Colombes - Les Bruyères              | La Défense ⥋ Bois-Colombes - Les Bruyères              | La Défense ⥋ Bois-Colombes - Les Bruyères              | La Défense ⥋ Bois-Colombes - Les Bruyères              | La Défense ⥋ Bois-Colombes - Les Bruyères              |
| 278   | Ouverture / Fermeture 19 octobre 1992 / — | Longueur 3,70 km                                       | Durée 15-20 min                                        | Nb. d’arrêts 11                                        | Matériel Citelis 12                                    | Jours de fonctionnement L, Ma, Me, J, V                | Jour / Soir / Nuit / Fêtes O / N / N / N               | Voy. / an 0,3 millions (2 021)                         | Centre-bus Charlebourg                                 |
| 278   | Desserte : - Villes et lieux desservis : Courbevoie (Puteaux (Centre d'affaires de La Défense, Arche de la Défense, Centre commercial Les Quatre Temps, Centre des nouvelles industries et technologies, Marché, Mairie, Église Saint-Pierre-Saint-Paul, Lycée Paul-Lapie), Bois-Colombes. - Gare desservie : La Défense. |                                                        |                                                        |                                                        |                                                        |                                                        |                                                        |                                                        |                                                        |
| 278   | Autre : - Zone traversée : 3. - Arrêts non accessibles aux UFR : Moulin des Bruyères vers La Défense. - Amplitudes horaires : La ligne fonctionne uniquement du lundi au vendredi de 7 h 10 à 9 h 25 et de 16 h à 19 h 25 environ. - Date de dernière mise à jour : 6 mars 2025. |                                                        |                                                        |                                                        |                                                        |                                                        |                                                        |                                                        |                                                        |
| 278   | Dernière actualisation : — |                                                        |                                                        |                                                        |                                                        |                                                        |                                                        |                                                        |                                                        |

### Lignes 280 à 289
| Ligne | Caractéristiques | Caractéristiques                                  | Caractéristiques                                  | Caractéristiques                                  | Caractéristiques                                  | Caractéristiques                                  | Caractéristiques                                  | Caractéristiques                                  | Caractéristiques                                  |
| 281   | Joinville-le-Pont RER ⥋ Créteil - Europarc | Joinville-le-Pont RER ⥋ Créteil - Europarc        | Joinville-le-Pont RER ⥋ Créteil - Europarc        | Joinville-le-Pont RER ⥋ Créteil - Europarc        | Joinville-le-Pont RER ⥋ Créteil - Europarc        | Joinville-le-Pont RER ⥋ Créteil - Europarc        | Joinville-le-Pont RER ⥋ Créteil - Europarc        | Joinville-le-Pont RER ⥋ Créteil - Europarc        | Joinville-le-Pont RER ⥋ Créteil - Europarc        |
| ----- | --- | ------------------------------------------------- | ------------------------------------------------- | ------------------------------------------------- | ------------------------------------------------- | ------------------------------------------------- | ------------------------------------------------- | ------------------------------------------------- | ------------------------------------------------- |
| 281   | Ouverture / Fermeture 1er juin 1990 / — | Longueur —                                        | Durée 35-50 min                                   | Nb. d’arrêts 29                                   | Matériel Lion's City 12G Efficient Hybrid         | Jours de fonctionnement L, Ma, Me, J, V, S, D     | Jour / Soir / Nuit / Fêtes O / O / N / O          | Voy. / an 2,48 millions (2 021)                   | Centre-bus Créteil                                |
| 281   | Desserte : - Villes et lieux desservis : Paris (Bois de Vincennes), Joinville-le-Pont, Maisons-Alfort (Pont de Maisons-Alfort), Créteil (Centre hospitalier universitaire Henri-Mondor, Cimetière, Université Paris-XII, Préfecture du Val-de-Marne, Lac de Créteil, Mairie, Centre commercial Mont-Mesly, Coteaux du Sud, Europarc). - Stations et gares desservies : Gare de Joinville-le-Pont, Créteil - L'Échat, Créteil - Université, La Haye aux Moines (Tvm), Créteil - Préfecture, Europarc (393). |                                                   |                                                   |                                                   |                                                   |                                                   |                                                   |                                                   |                                                   |
| 281   | Autre : - Zones traversées : 3. - Arrêts non accessibles aux UFR : - Vers Joinville-le-Pont RER : Planètes, Henri Mondor - Laferrière, Hôpital Henri Mondor, La Haye aux Moines, Créteil - Préfecture Métro, Clos Vougeot, Créteil - Europarc. - Vers Créteil - Europarc : Pont de Maisons-Alfort, Chéret - Laferrière, René Arcos. - Amplitudes horaires : La ligne fonctionne du lundi au samedi de 5 h 15 à 1 h 40 environ et les dimanches et fêtes à partir de 6 h 40 environ. - Date de dernière mise à jour : 27 juin 2024. |                                                   |                                                   |                                                   |                                                   |                                                   |                                                   |                                                   |                                                   |
| 281   | Dernière actualisation : — |                                                   |                                                   |                                                   |                                                   |                                                   |                                                   |                                                   |                                                   |
| 285   | Athis-Mons - Porte de l'Essonne ⥋ Juvisy RER | Athis-Mons - Porte de l'Essonne ⥋ Juvisy RER      | Athis-Mons - Porte de l'Essonne ⥋ Juvisy RER      | Athis-Mons - Porte de l'Essonne ⥋ Juvisy RER      | Athis-Mons - Porte de l'Essonne ⥋ Juvisy RER      | Athis-Mons - Porte de l'Essonne ⥋ Juvisy RER      | Athis-Mons - Porte de l'Essonne ⥋ Juvisy RER      | Athis-Mons - Porte de l'Essonne ⥋ Juvisy RER      | Athis-Mons - Porte de l'Essonne ⥋ Juvisy RER      |
| 285   | Ouverture / Fermeture 7 juillet 1947, / — | Longueur 4,07 km                                  | Durée 12-15 min                                   | Nb. d’arrêts 11                                   | Matériel Lion's City GNV                          | Jours de fonctionnement L, Ma, Me, J, V, S, D     | Jour / Soir / Nuit / Fêtes O / O / N / O          | Voy. / an 1,92 millions (2 021)                   | Centre-bus Thiais                                 |
| 285   | Desserte : - Villes et lieux desservis : Paray-Vieille-Poste (Centre commercial Athis-Mons), Athis-Mons, Juvisy-sur-Orge (Mairie, Hôpital). - Stations et gares desservies : Porte de l'Essonne (T7), Gare de Juvisy. |                                                   |                                                   |                                                   |                                                   |                                                   |                                                   |                                                   |                                                   |
| 285   | Autre : - Zone traversée : 4. - Arrêts non accessibles aux UFR : Tous. - Amplitudes horaires : La ligne fonctionne du lundi au samedi de 5 h 10 à 0 h 55 du matin environ et les dimanches et fêtes à partir de 6 h 10 environ. - Particularités : Son tracé sera intégralement repris par le futur prolongement de la ligne 7 du tramway. - Date de dernière mise à jour : 11 février 2024. |                                                   |                                                   |                                                   |                                                   |                                                   |                                                   |                                                   |                                                   |
| 285   | Dernière actualisation : — |                                                   |                                                   |                                                   |                                                   |                                                   |                                                   |                                                   |                                                   |
| 286   | Antony RER ⥋ Villejuif - Louis Aragon | Antony RER ⥋ Villejuif - Louis Aragon             | Antony RER ⥋ Villejuif - Louis Aragon             | Antony RER ⥋ Villejuif - Louis Aragon             | Antony RER ⥋ Villejuif - Louis Aragon             | Antony RER ⥋ Villejuif - Louis Aragon             | Antony RER ⥋ Villejuif - Louis Aragon             | Antony RER ⥋ Villejuif - Louis Aragon             | Antony RER ⥋ Villejuif - Louis Aragon             |
| 286   | Ouverture / Fermeture 29 mars 1985 / — | Longueur —                                        | Durée 24-36 min                                   | Nb. d’arrêts 28                                   | Matériel Urbanway 12 GNV                          | Jours de fonctionnement L, Ma, Me, J, V, S, D     | Jour / Soir / Nuit / Fêtes O / O / N / O          | Voy. / an 3,02 millions (2 021)                   | Centre-bus Thiais                                 |
| 286   | Desserte : - Villes et lieux desservis : Antony (Pont d'Antony, Mounié - Division Leclerc), Fresnes (8 mai 1945, Pasteur, Parc des Sports, Mairie, Emile Zola, Charcot-Zola, Gallieni Stade de la Paix), Chevilly-Larue (Camélia Dauvin, Cimetière, Centre de Pneumologie, Jean Mermoz - Général de Gaulle), L'Haÿ-les-Roses, Villejuif (Hôpital). - Stations et gares desservies : Gare d'Antony (RER B et Orlyval), Le Petit Fresnes (Tvm depuis l'arrêt Émile Zola), L'Haÿ-les-Roses, Lamartine (T7 depuis l’arrêt Les Bons Enfants), Villejuif - Louis Aragon. |                                                   |                                                   |                                                   |                                                   |                                                   |                                                   |                                                   |                                                   |
| 286   | Autre : - Zone traversée : 3. - Arrêts accessibles aux UFR : Mairie de Fresnes, Croix de Sud - Centre de Pneumologie, Jean Mermoz - Général de Gaulle, Villejuif - Louis Aragon. - Vers Antony RER : Antony RER (arrêt descente), Mounié - Division Leclerc, Émile Zola, L'Haÿ-les-Roses - Lallier. - Vers Villejuif - Louis Aragon : Pont d’Antony, Lycée Les Fleurs. - Amplitudes horaires : La ligne fonctionne du lundi au samedi de 5 h à 1 h 50 du matin environ et les dimanches et fêtes de 6 h 30 à 2 h 15 du matin environ. Les vendredis, samedis et veilles de fête, le service est prolongé d'une heure, se terminant alors à 2 h 15 du matin. - Particularités : Des services partiels sont assurés aux heures de pointe du lundi au vendredi entre Jean Mermoz-Général de Gaulle et Villejuif-Louis Aragon. - Date de dernière mise à jour : 16 juillet 2024.                  |                                                   |                                                   |                                                   |                                                   |                                                   |                                                   |                                                   |                                                   |
| 286   | Dernière actualisation : — |                                                   |                                                   |                                                   |                                                   |                                                   |                                                   |                                                   |                                                   |
| 289   | Clamart - Georges Pompidou ⥋ Porte de Saint-Cloud | Clamart - Georges Pompidou ⥋ Porte de Saint-Cloud | Clamart - Georges Pompidou ⥋ Porte de Saint-Cloud | Clamart - Georges Pompidou ⥋ Porte de Saint-Cloud | Clamart - Georges Pompidou ⥋ Porte de Saint-Cloud | Clamart - Georges Pompidou ⥋ Porte de Saint-Cloud | Clamart - Georges Pompidou ⥋ Porte de Saint-Cloud | Clamart - Georges Pompidou ⥋ Porte de Saint-Cloud | Clamart - Georges Pompidou ⥋ Porte de Saint-Cloud |
| 289   | Ouverture / Fermeture 8 janvier 1962, / — | Longueur —                                        | Durée 30-35 min                                   | Nb. d’arrêts 23 / 22                              | Matériel Citaro Facelift                          | Jours de fonctionnement L, Ma, Me, J, V, S, D     | Jour / Soir / Nuit / Fêtes O / O / N / O          | Voy. / an 2,88 millions (2 021)                   | Centre-bus Fontenay                               |
| 289   | Desserte : - Villes et lieux desservis : Clamart (Parc d'activités du Plessis–Clamart), Meudon (Clinique de Meudon-la-Forêt, Place centrale de Meudon-la-Forêt, Tapis Vert, Forêt de Meudon, Hangar Y, Lycée Rabelais, Observatoire, Bas-Meudon), Issy-les-Moulineaux (Centre commercial des Trois-Moulins, Île Saint-Germain), Boulogne-Billancourt, Paris (Stade Pierre-de-Coubertin, Parc des Princes, Porte de Saint-Cloud). - Stations et gares desservies : Georges Pompidou (T6), Gare de Meudon-Val-Fleury, Les Moulineaux (T2), Porte de Saint-Cloud. |                                                   |                                                   |                                                   |                                                   |                                                   |                                                   |                                                   |                                                   |
| 289   | Autre : - Zones traversées : 1 à 3. - Arrêts non accessibles aux UFR : Tapis Vert, Trivaux Vertugadins, Paul Besnard et Verdun-Docteur Lombard, D'Alembert-Vertugadins-Lycée, Victor Hugo-Louvois et Les Moulineaux vers Porte de Saint-Cloud, Val Fleury et Carrefour de la Ferme vers Clamart. - Amplitudes horaires : La ligne fonctionne du lundi au samedi de 5 h 15 à 1 h 25 du matin environ et les dimanches et fêtes à partir de 6 h 15 environ. Les vendredis, samedis et veilles de fête, le service est prolongé d'une heure, se terminant alors à 2 h 25 du matin. - Particularités : - Cette ligne est la reprise de la ligne 136 (Porte de Saint Cloud ↔ Clamart — Cité de la Plaine) sans changement d'itinéraire. - Depuis le 13 décembre 2014, la ligne est limitée à la station Georges Pompidou de la ligne T6 du tramway. - Date de dernière mise à jour : 27 juin 2024. |                                                   |                                                   |                                                   |                                                   |                                                   |                                                   |                                                   |                                                   |
| 289   | Dernière actualisation : — |                                                   |                                                   |                                                   |                                                   |                                                   |                                                   |                                                   |                                                   |

### Lignes 290 à 299
| Ligne | Caractéristiques | Caractéristiques | Caractéristiques | Caractéristiques | Caractéristiques | Caractéristiques | Caractéristiques | Caractéristiques | Caractéristiques |
| 290   | Le Plessis-Robinson - La Boursidière / Jardin Parisien - Hôpital Béclère (terminus le samedi) ⥋ Issy-Val de Seine RER | Le Plessis-Robinson - La Boursidière / Jardin Parisien - Hôpital Béclère (terminus le samedi) ⥋ Issy-Val de Seine RER | Le Plessis-Robinson - La Boursidière / Jardin Parisien - Hôpital Béclère (terminus le samedi) ⥋ Issy-Val de Seine RER | Le Plessis-Robinson - La Boursidière / Jardin Parisien - Hôpital Béclère (terminus le samedi) ⥋ Issy-Val de Seine RER | Le Plessis-Robinson - La Boursidière / Jardin Parisien - Hôpital Béclère (terminus le samedi) ⥋ Issy-Val de Seine RER | Le Plessis-Robinson - La Boursidière / Jardin Parisien - Hôpital Béclère (terminus le samedi) ⥋ Issy-Val de Seine RER | Le Plessis-Robinson - La Boursidière / Jardin Parisien - Hôpital Béclère (terminus le samedi) ⥋ Issy-Val de Seine RER | Le Plessis-Robinson - La Boursidière / Jardin Parisien - Hôpital Béclère (terminus le samedi) ⥋ Issy-Val de Seine RER | Le Plessis-Robinson - La Boursidière / Jardin Parisien - Hôpital Béclère (terminus le samedi) ⥋ Issy-Val de Seine RER |
| ----- | --- | --- | --- | --- | --- | --- | --- | --- | --- |
| 290   | Ouverture / Fermeture 20 novembre 1989 / — | Longueur — | Durée 35-45 (30) min | Nb. d’arrêts 21 (16) | Matériel Citaro Facelift | Jours de fonctionnement L, Ma, Me, J, V, S, D | Jour / Soir / Nuit / Fêtes O / N / N / N | Voy. / an 0,73 millions (2 021) | Centre-bus Fontenay |
| 290   | Desserte : - Villes et lieux desservis : Clamart (Hôpital Antoine-Béclère, Parc d'activités du Plessis-Clamart), Le Plessis-Robinson, Issy-les-Moulineaux (Mairie, Hôpital d'instruction des armées Percy, Fort d'Issy, Cimetière). - Stations et gares desservies : Pavé Blanc (T6), Le Hameau (T10), Hôpital Béclère (T6 et T10), Jardin Parisien (T10), Mairie d'Issy (M 12), Gare d'Issy-Val de Seine (RER C et T2). | | | | | | | | |
| 290   | Autre : - Zones traversées : 2 et 3. - Arrêts non accessibles aux UFR : Le Hameau, Place du Garde, Président Robert Schuman. - Vers La Boursidière : Hôpital Béclère. - Vers Issy-Val de Seine RER : Jardin Parisien - Hôpital Béclère. - Amplitudes horaires : La ligne fonctionne du lundi au samedi, aucun service n’étant assuré les dimanches et jours fériés : - vers La Boursidière : avec un premier départ à 5 h 57 de l’arrêt Réaumur du lundi au vendredi uniquement et 6 h 15 de l’arrêt Issy-Val de Seine RER du lundi au samedi, le dernier départ étant fixé à 20 h 30 du lundi au samedi avec pour terminus Jardin Parisien - Hôpital Béclère uniquement de septembre à juin ; - vers Issy-Val de Seine RER : avec un premier départ à 5 h 50 de l’arrêt Jardin Parisien - Hôpital Béclère du lundi au samedi uniquement et 6 h 0 de l’arrêt La Boursidière du lundi au vendredi uniquement, le dernier départ étant fixé à 19 h 45 du lundi au vendredi, 20 h 58 pour l’arrêt Pavé Blanc uniquement du lundi au vendredi et 19 h 55 le samedi. - Particularités : En semaine, la ligne fonctionne sur tout son parcours, tandis que, le samedi, elle est limitée au tronçon : Jardin Parisien - Hôpital Béclère ↔ Issy- Val de Seine RER. - Date de dernière mise à jour : 23 juillet 2025. | | | | | | | | |
| 290   | Dernière actualisation : — | | | | | | | | |
| 291   | Pont de Sèvres ⥋ Vélizy 2 (terminus le samedi) / Vélizy - La Cheminée (terminus du lundi au vendredi) | Pont de Sèvres ⥋ Vélizy 2 (terminus le samedi) / Vélizy - La Cheminée (terminus du lundi au vendredi) | Pont de Sèvres ⥋ Vélizy 2 (terminus le samedi) / Vélizy - La Cheminée (terminus du lundi au vendredi) | Pont de Sèvres ⥋ Vélizy 2 (terminus le samedi) / Vélizy - La Cheminée (terminus du lundi au vendredi) | Pont de Sèvres ⥋ Vélizy 2 (terminus le samedi) / Vélizy - La Cheminée (terminus du lundi au vendredi) | Pont de Sèvres ⥋ Vélizy 2 (terminus le samedi) / Vélizy - La Cheminée (terminus du lundi au vendredi) | Pont de Sèvres ⥋ Vélizy 2 (terminus le samedi) / Vélizy - La Cheminée (terminus du lundi au vendredi) | Pont de Sèvres ⥋ Vélizy 2 (terminus le samedi) / Vélizy - La Cheminée (terminus du lundi au vendredi) | Pont de Sèvres ⥋ Vélizy 2 (terminus le samedi) / Vélizy - La Cheminée (terminus du lundi au vendredi) |
| 291   | Ouverture / Fermeture 4 novembre 2002 / — | Longueur 6,34 km | Durée 15-20 min | Nb. d’arrêts 9 | Matériel Citaro C2 | Jours de fonctionnement L, Ma, Me, J, V, S | Jour / Soir / Nuit / Fêtes O / N / N / N | Voy. / an 1,07 millions (2 021) | Centre-bus Massy |
| 291   | Desserte : - Villes et lieux desservis : Boulogne-Billancourt (Sous-préfecture des Hauts-de-Seine), Meudon (Parc du Tronchet (Meudon-la-Forêt), Zone industrielle de Meudon-Vélizy), Vélizy-Villacoublay (Centre commercial Westfield Vélizy 2). - Stations et gares desservies : Pont de Sèvres (M 9), Vélizy 2 et Dewoitine (T6). | | | | | | | | |
| 291   | Autre : - Zone traversée : 2 et 3. - Arrêts non accessibles aux UFR : Vélizy - La Cheminée. - Vers Pont de Sèvres : Ermitage de Villebon. - Vers Vélizy - La Cheminée : Le Bois. - Amplitudes horaires : La ligne fonctionne uniquement du lundi au samedi de 7 h à 22 h 35. Aucun service n’est assuré le dimanche et les jours fériés. - Particularités : Le samedi, la ligne est limitée entre Pont de Sèvres et Westfield Vélizy 2 sans desserte intermédiaire. - Date de dernière mise à jour : 11 février 2024. | | | | | | | | |
| 291   | Dernière actualisation : — | | | | | | | | |
| 292   | Athis-Mons - Porte de l'Essonne ⥋ Savigny-sur-Orge - ZAC Les Gâtines - Capitaine Jean d'Hers Paray-Vieille-Poste - Les Fleurs → Savigny-sur-Orge - Collège Les Gâtines (desserte scolaire le matin) Savigny-sur-Orge - Collège Les Gâtines → Athis-Mons - Porte de l'Essonne (desserte scolaire le soir) | Athis-Mons - Porte de l'Essonne ⥋ Savigny-sur-Orge - ZAC Les Gâtines - Capitaine Jean d'Hers Paray-Vieille-Poste - Les Fleurs → Savigny-sur-Orge - Collège Les Gâtines (desserte scolaire le matin) Savigny-sur-Orge - Collège Les Gâtines → Athis-Mons - Porte de l'Essonne (desserte scolaire le soir) | Athis-Mons - Porte de l'Essonne ⥋ Savigny-sur-Orge - ZAC Les Gâtines - Capitaine Jean d'Hers Paray-Vieille-Poste - Les Fleurs → Savigny-sur-Orge - Collège Les Gâtines (desserte scolaire le matin) Savigny-sur-Orge - Collège Les Gâtines → Athis-Mons - Porte de l'Essonne (desserte scolaire le soir) | Athis-Mons - Porte de l'Essonne ⥋ Savigny-sur-Orge - ZAC Les Gâtines - Capitaine Jean d'Hers Paray-Vieille-Poste - Les Fleurs → Savigny-sur-Orge - Collège Les Gâtines (desserte scolaire le matin) Savigny-sur-Orge - Collège Les Gâtines → Athis-Mons - Porte de l'Essonne (desserte scolaire le soir) | Athis-Mons - Porte de l'Essonne ⥋ Savigny-sur-Orge - ZAC Les Gâtines - Capitaine Jean d'Hers Paray-Vieille-Poste - Les Fleurs → Savigny-sur-Orge - Collège Les Gâtines (desserte scolaire le matin) Savigny-sur-Orge - Collège Les Gâtines → Athis-Mons - Porte de l'Essonne (desserte scolaire le soir) | Athis-Mons - Porte de l'Essonne ⥋ Savigny-sur-Orge - ZAC Les Gâtines - Capitaine Jean d'Hers Paray-Vieille-Poste - Les Fleurs → Savigny-sur-Orge - Collège Les Gâtines (desserte scolaire le matin) Savigny-sur-Orge - Collège Les Gâtines → Athis-Mons - Porte de l'Essonne (desserte scolaire le soir) | Athis-Mons - Porte de l'Essonne ⥋ Savigny-sur-Orge - ZAC Les Gâtines - Capitaine Jean d'Hers Paray-Vieille-Poste - Les Fleurs → Savigny-sur-Orge - Collège Les Gâtines (desserte scolaire le matin) Savigny-sur-Orge - Collège Les Gâtines → Athis-Mons - Porte de l'Essonne (desserte scolaire le soir) | Athis-Mons - Porte de l'Essonne ⥋ Savigny-sur-Orge - ZAC Les Gâtines - Capitaine Jean d'Hers Paray-Vieille-Poste - Les Fleurs → Savigny-sur-Orge - Collège Les Gâtines (desserte scolaire le matin) Savigny-sur-Orge - Collège Les Gâtines → Athis-Mons - Porte de l'Essonne (desserte scolaire le soir) | Athis-Mons - Porte de l'Essonne ⥋ Savigny-sur-Orge - ZAC Les Gâtines - Capitaine Jean d'Hers Paray-Vieille-Poste - Les Fleurs → Savigny-sur-Orge - Collège Les Gâtines (desserte scolaire le matin) Savigny-sur-Orge - Collège Les Gâtines → Athis-Mons - Porte de l'Essonne (desserte scolaire le soir) |
| 292   | Ouverture / Fermeture 1er octobre 1993 / — | Longueur — | Durée 25 min | Nb. d’arrêts 21 | Matériel Lion's City GNV | Jours de fonctionnement L, Ma, Me, J, V, S, D | Jour / Soir / Nuit / Fêtes O / O / N / O | Voy. / an 1,01 millions (2 021) | Centre-bus Thiais |
| 292   | Desserte : - Villes et lieux desservis : Paray-Vieille-Poste (Centre commercial de Paray/Athis Mons, Mairie), Athis-Mons, Savigny-sur-Orge (Cimetière du Plateau, Cité des Tilleuls, Mairie, Zone d'activités commerciales des Gâtines). - Stations et gares desservies : Porte de l'Essonne (T7), Gare de Savigny-sur-Orge (RER C depuis l'arrêt Carnot RER). | | | | | | | | |
| 292   | Autre : - Zone traversée : 4. - Arrêts non accessibles aux UFR : Tous. - Amplitudes horaires : La ligne fonctionne tous les jours : - vers Athis-Mons - Porte de l'Essonne : avec un premier départ à 4 h 40 du lundi au samedi et 6 h 0 les dimanches et fêtes, le dernier départ étant fixé à 0 h 32 tous les jours ; - vers ZAC Les Gâtines - Capitaine Jean d'Hers : avec un premier départ à 4 h 50 du lundi au samedi et 6 h 0 les dimanches et fêtes, le dernier départ étant fixé à 1 h 5 tous les jours. - Particularités : - À la suite de la mise en service de la ligne T7 du tramway, depuis le 17 novembre 2013, l'itinéraire est limité à Porte de l'Essonne au nord. Elle reprend l'itinéraire de la ligne 392 et un service dominical est créé pour reprendre une partie du service de la ligne 499. - La ligne 292 assure deux dessertes scolaires à horaire spécifique : - Le matin de Paray-Vieille-Poste - Les Fleurs à Savigny-sur-Orge - Collège Les Gâtines - Le soir de Savigny-sur-Orge - Collège Les Gâtines à Athis-Mons - Porte de l'Essonne - Date de dernière mise à jour : 17 août 2023. | | | | | | | | |
| 292   | Dernière actualisation : — | | | | | | | | |
| 294   | Gare d'Igny / Mairie d'Igny ⥋ Pierre Semard - Châtillon - Montrouge | Gare d'Igny / Mairie d'Igny ⥋ Pierre Semard - Châtillon - Montrouge | Gare d'Igny / Mairie d'Igny ⥋ Pierre Semard - Châtillon - Montrouge | Gare d'Igny / Mairie d'Igny ⥋ Pierre Semard - Châtillon - Montrouge | Gare d'Igny / Mairie d'Igny ⥋ Pierre Semard - Châtillon - Montrouge | Gare d'Igny / Mairie d'Igny ⥋ Pierre Semard - Châtillon - Montrouge | Gare d'Igny / Mairie d'Igny ⥋ Pierre Semard - Châtillon - Montrouge | Gare d'Igny / Mairie d'Igny ⥋ Pierre Semard - Châtillon - Montrouge | Gare d'Igny / Mairie d'Igny ⥋ Pierre Semard - Châtillon - Montrouge |
| 294   | Ouverture / Fermeture 17 avril 2000 / — | Longueur — | Durée 35 min | Nb. d’arrêts 33 32 | Matériel Urbanway 12 | Jours de fonctionnement L, Ma, Me, J, V, S, D | Jour / Soir / Nuit / Fêtes O / O / N / O | Voy. / an 1 millions (2 021) | Centre-bus Fontenay |
| 294   | Desserte : - Villes et lieux desservis : Igny, Verrières-le-Buisson, Châtenay-Malabry, Sceaux, Fontenay-aux-Roses, Bagneux, Châtillon. - Stations et gares desservies : Igny (Ligne V), Petit-Chatenay (T10), Robinson (RER B), Châtillon - Montrouge (M 13 et T6). | | | | | | | | |
| 294   | Autre : - Zones traversées : 3 et 4. - Arrêts non accessibles aux UFR : Tous. - Amplitudes horaires : La ligne fonctionne du lundi au samedi de 5 h 30 à 1 h 5 du matin environ et les dimanches et fêtes à partir de 6 h. - Particularités : - Du lundi au samedi, à partir de 20 h 30 et le dimanche toute la journée, l'itinéraire est raccourci d'un arrêt et le terminus devient Mairie d'Igny. Ainsi, en semaine, le dernier départ de la gare d'Igny est à 20 h 10 et le samedi à 20 h. - En raison des travaux à la gare routière de la station de métro Châtillon - Montrouge, à compter du 21 mars 2016, le terminus est reporté à l'arrêt précédent Pierre Semard, renommé pour l'occasion Pierre Semard - Châtillon - Montrouge Métro situé à une dizaine de minutes à pied de la station. - Date de dernière mise à jour : 19 janvier 2024. | | | | | | | | |
| 294   | Dernière actualisation : — | | | | | | | | |
| 297   | Antony RER ⥋ Longjumeau - Place Charles Steber Longjumeau - Léontine Sohier → Chilly-Mazarin - Cimetière (desserte scolaire à horaire spécifique) Morangis - Square Condorcet ⥋ Longjumeau - Place Charles Steber (desserte scolaire à horaire spécifique) | Antony RER ⥋ Longjumeau - Place Charles Steber Longjumeau - Léontine Sohier → Chilly-Mazarin - Cimetière (desserte scolaire à horaire spécifique) Morangis - Square Condorcet ⥋ Longjumeau - Place Charles Steber (desserte scolaire à horaire spécifique)                                               | Antony RER ⥋ Longjumeau - Place Charles Steber Longjumeau - Léontine Sohier → Chilly-Mazarin - Cimetière (desserte scolaire à horaire spécifique) Morangis - Square Condorcet ⥋ Longjumeau - Place Charles Steber (desserte scolaire à horaire spécifique)                                               | Antony RER ⥋ Longjumeau - Place Charles Steber Longjumeau - Léontine Sohier → Chilly-Mazarin - Cimetière (desserte scolaire à horaire spécifique) Morangis - Square Condorcet ⥋ Longjumeau - Place Charles Steber (desserte scolaire à horaire spécifique)                                               | Antony RER ⥋ Longjumeau - Place Charles Steber Longjumeau - Léontine Sohier → Chilly-Mazarin - Cimetière (desserte scolaire à horaire spécifique) Morangis - Square Condorcet ⥋ Longjumeau - Place Charles Steber (desserte scolaire à horaire spécifique)                                               | Antony RER ⥋ Longjumeau - Place Charles Steber Longjumeau - Léontine Sohier → Chilly-Mazarin - Cimetière (desserte scolaire à horaire spécifique) Morangis - Square Condorcet ⥋ Longjumeau - Place Charles Steber (desserte scolaire à horaire spécifique)                                               | Antony RER ⥋ Longjumeau - Place Charles Steber Longjumeau - Léontine Sohier → Chilly-Mazarin - Cimetière (desserte scolaire à horaire spécifique) Morangis - Square Condorcet ⥋ Longjumeau - Place Charles Steber (desserte scolaire à horaire spécifique)                                               | Antony RER ⥋ Longjumeau - Place Charles Steber Longjumeau - Léontine Sohier → Chilly-Mazarin - Cimetière (desserte scolaire à horaire spécifique) Morangis - Square Condorcet ⥋ Longjumeau - Place Charles Steber (desserte scolaire à horaire spécifique)                                               | Antony RER ⥋ Longjumeau - Place Charles Steber Longjumeau - Léontine Sohier → Chilly-Mazarin - Cimetière (desserte scolaire à horaire spécifique) Morangis - Square Condorcet ⥋ Longjumeau - Place Charles Steber (desserte scolaire à horaire spécifique)                                               |
| 297   | Ouverture / Fermeture 28 janvier 1946, / — | Longueur — | Durée 40-45 min | Nb. d’arrêts 32 (+14) | Matériel Urbanway 12 GNV Citaro Facelift | Jours de fonctionnement L, Ma, Me, J, V, S, D | Jour / Soir / Nuit / Fêtes O / O / N / O | Voy. / an 1,79 millions (2 021) | Centre-bus Massy |
| 297   | Desserte : - Villes et lieux desservis : Antony (Stade US Métro), Wissous, Chilly-Mazarin, Morangis, Longjumeau (Hôpital). - Stations et gares desservies : Gare d'Antony (RER B et Orlyval), Gare du Chemin d'Antony (RER C, depuis l’arrêt Descartes), Gare de Chilly-Mazarin (T12). | | | | | | | | |
| 297   | Autre : - Zones traversées : 3 et 4. - Arrêts non accessibles aux UFR : Élisée Reclus, Chilly-Mazarin RER. - Vers Antony RER : Fribouli, Montjean, Mondétour. - Vers Longjumeau - Place Charles Steber : Mairie de Wissous. - Amplitudes horaires : La ligne fonctionne du lundi au vendredi de 4 h 30 à 2 h du matin environ et les dimanches et fêtes à partir de 5 h 35 environ. Les vendredis, samedis et veilles de fête, le service est prolongé d'un peu plus d'une heure, se terminant alors à 3 h 45 du matin. - Particularités : - La ligne se caractérise par l'une des amplitudes horaires les plus larges de tout le réseau de bus RATP (service de 21h30 d'amplitude environ et quasiment continu du vendredi au samedi). - La ligne 297 assure deux dessertes scolaires à horaire spécifique : - Morangis - Square Condorcet ↔️ Longjumeau - Place Charles Steber - Longjumeau - Léontine Sohier → Chilly-Mazarin - Cimetière - Le matin aux heures de pointe, au départ d'Antony RER, un bus sur deux a pour terminus Montavas. - Histoire : La ligne est un lointain successeur de la ligne de tramway dite de l'Arpajonnais, qui reliait, de 1893 à 1937, la Porte d'Orléans à Arpajon par Longjumeau. - Date de dernière mise à jour : 19 janvier 2024.                                   | | | | | | | | |
| 297   | Dernière actualisation : — | | | | | | | | |
| 299   | Porte d'Orléans - Ernest Reyer ⥋ Morangis - Place Lucien Boilleau | Porte d'Orléans - Ernest Reyer ⥋ Morangis - Place Lucien Boilleau | Porte d'Orléans - Ernest Reyer ⥋ Morangis - Place Lucien Boilleau | Porte d'Orléans - Ernest Reyer ⥋ Morangis - Place Lucien Boilleau | Porte d'Orléans - Ernest Reyer ⥋ Morangis - Place Lucien Boilleau | Porte d'Orléans - Ernest Reyer ⥋ Morangis - Place Lucien Boilleau | Porte d'Orléans - Ernest Reyer ⥋ Morangis - Place Lucien Boilleau | Porte d'Orléans - Ernest Reyer ⥋ Morangis - Place Lucien Boilleau | Porte d'Orléans - Ernest Reyer ⥋ Morangis - Place Lucien Boilleau |
| 299   | Ouverture / Fermeture 1er juin 1993 / — | Longueur 20,6 km | Durée 30-40 min | Nb. d’arrêts 17 (+3) | Matériel Crossway Line GNV | Jours de fonctionnement L, Ma, Me, J, V, S | Jour / Soir / Nuit / Fêtes O / O / N / N | Voy. / an 0,51 millions (2 021) | Centre-bus Massy |
| 299   | Desserte : - Villes et lieux desservies : Paris (Porte d'Orléans), Massy, Wissous (Zone d'activités des Hauts de Wissous), Chilly-Mazarin (Place de la Libération), Morangis (Mairie). - Station desservie : Porte d'Orléans (M 4 et T3a). | | | | | | | | |
| 299   | Autre : - Zones traversées : 1 à 4. - Arrêts non accessibles aux UFR : Porte d'Orléans - Ernest Reyer, ZAC du Pérou. - Amplitudes horaires : La ligne fonctionne du lundi au samedi, aucun service n’étant assuré les dimanches et jours fériés : - vers Porte d'Orléans - Ernest Reyer : avec un premier départ à 5 h 10 du lundi au samedi, le dernier départ étant fixé à 0 h 30 du lundi au samedi. La ligne dessert la zone d'activités des Hauts de Wissous de 16 h 54 à 19 h 25 ; - vers Morangis - Place Lucien Boilleau : avec un premier départ à 5 h 40 du lundi au samedi, le dernier départ étant fixé à 0 h 30 du lundi au samedi. La ligne dessert la zone d'activités des Hauts de Wissous de 6 h 51 à 9 h 20. - Particularités : - La zone d'activités des Hauts de Wissous est desservie du lundi au vendredi uniquement (durant la pointe de matinée depuis Porte d’Orléans et durant la pointe de soirée vers Porte d’Orléans) ; - L'usage de la ceinture de sécurité est obligatoire, car cette ligne est desservie en autocar. - Date de dernière mise à jour : 19 janvier 2024. | | | | | | | | |
| 299   | Dernière actualisation : — | | | | | | | | |